# Airbus-A320-Familie
Als Airbus-A320-Familie werden vier Schmalrumpfflugzeug-Baureihen des Flugzeugherstellers Airbus für die Kurz-, Mittel- und Langstrecke bezeichnet. Die A320 war dabei als erste Variante das Basismodell der als Tiefdecker ausgeführten A320-Familie. Die Benennungssequenz der Baumuster orientiert sich an der jeweiligen Länge des Rumpfes; die A318 und A319 sind etwas kürzer als die A320, die gestreckte Version heißt A321. Die erste A320 wurde 1988 ausgeliefert und war das erste zivile Flugzeug mit digitaler Fly-by-Wire-Steuerung.
Bis einschließlich Dezember 2024 sind insgesamt 19.075 Flugzeuge der A320-Familie bestellt worden. 11.865 Maschinen wurden ausgeliefert, davon sind 10.947 im Dienst.

## Geschichte

### Von der Idee bis zum Erstflug des Airbus A320
Nach dem Erfolg des Airbus A300 und der kleineren Schwester A310 begann Airbus in den 1980er Jahren, einen neuen Typ unter dem Namen SA1 oder SA2 (SA steht für Single Aisle = ein Kabinengang) zu entwickeln. Dieser stand in Konkurrenz zu den damaligen Weltmarktführern in der sogenannten „Volumenklasse“ der Luftfahrt, das heißt dem großen Marktsegment der ungefähr 100 bis 200 Passagiere fassenden Flugzeuge. Diese Klasse ist aufgrund ihrer hohen Stückzahlen sowohl für die Flugzeughersteller als auch für die Fluggesellschaften die bedeutendste Sparte. In den 1980er Jahren wurde diese von Flugzeugen wie etwa der Boeing 727 und Boeing 737 sowie der McDonnell Douglas MD-80 (Zweitgeneration der Douglas-DC-9-Familie) besetzt.
Anfangs wurden diese Pläne vor allem von französischer Seite vorangetrieben, denn der DASA war das Projekt zu riskant und die (noch) staatliche Lufthansa drängte Airbus zur Entwicklung des unter dem Konzeptnamen TA11 bekannten Airbus A340. Nach langen Verhandlungen fiel am 4. Juni 1981 der inoffizielle Beschluss, die A320 zu entwickeln und zum Kauf anzubieten („Authorisation to Offer“). Bereits zwei Tage später bestellte die Air France 25 Flugzeuge dieses Typs und unterzeichnete 25 Kaufoptionen. Um sich vom bestehenden Markt abzuheben, wurden verschiedene Strategien angewandt. So wurde die Basisversion A320 mit einer Ladekapazität entwickelt, die 20 Prozent über jener der Boeing 737-300 lag. Die Betriebskosten sollten um 50 Prozent niedriger sein als bei der beliebten Boeing 727, und darüber hinaus sollte der Komfort durch einen größeren Rumpfquerschnitt gesteigert werden. Von Anfang an legte man die A320 hinsichtlich der Tragflächen für weitere Versionen mit unterschiedlichen Rumpflängen aus.
Die deutsche Regierung bewilligte 1,5 Mrd. DM, die französische Regierung 5 Mrd. FF. (1,6 Mrd. DM), die spanische Regierung eine ähnliche Summe. Letztendlich bewilligte die britische Regierung 1984 ein Darlehen von 250 Millionen GBP (950 Mio. DM), 50 Millionen davon mussten zurückgezahlt werden, unabhängig ob das Flugzeug jemals fliegen würde oder nicht. Auf der Pressekonferenz wurde eine Gesamtsumme von 1,7 Mrd. USD (4,5 Mrd. DM) angekündigt, während die aufsummierten Anteile eine Gesamtsumme von 2,1 Mrd. USD (5,7 Mrd. DM) ergeben. Einschließlich Produktionsstart und ohne Triebwerke wurde damals die Investition auf 2 Mrd. GBP (7,6 Mrd. DM) geschätzt.

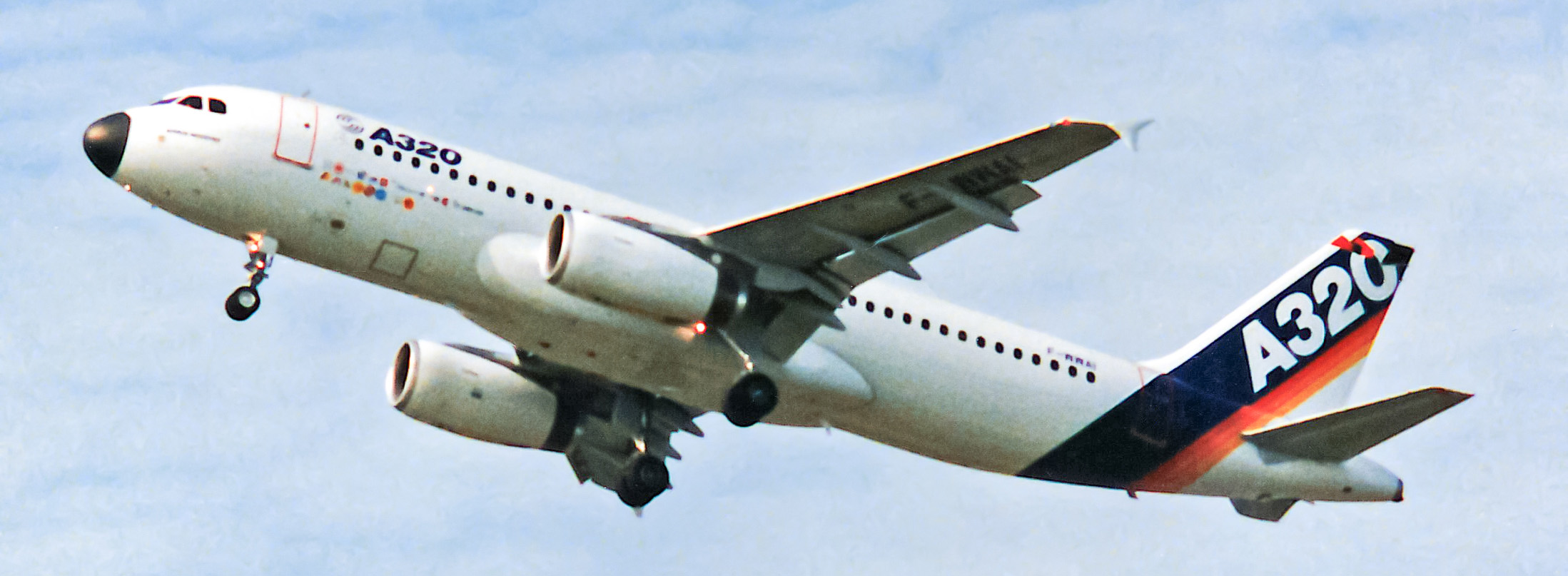
Prototyp des Airbus A320 im September 1988, allerdings bereits als A320-200 modifiziert

Der offizielle Start des Programms wurde am 2. März 1984 bekannt gegeben. Unter Führung von Wolfgang Schneider wurde das erste Flugzeug am 14. Februar 1987 in Toulouse fertiggestellt. Prinzessin Diana und Prinz Charles tauften das Flugzeug. Zu diesem Zeitpunkt lagen schon mehr als 260 Bestellungen und über 150 Kaufoptionen für diesen Typ vor. Der Erstflug sollte ursprünglich am Samstag, den 21. Februar 1987, stattfinden, an dem allerdings mehrere wichtige Rugbyspiele angesetzt waren. Um die volle Aufmerksamkeit der Medien für diesen Erstflug zu erhalten, verschob man den Flug um einen Tag. Die Zulassung erfolgte ein Jahr später, am 26. Februar 1988.

### Beginn der Auslieferungen und Einführung der Varianten

#### A320

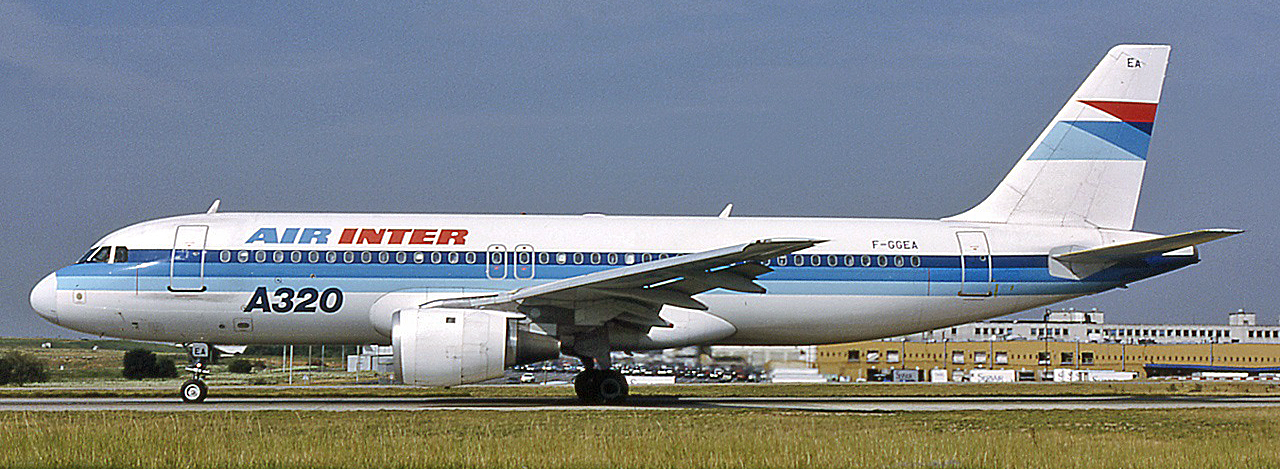
Einer der ersten Airbus A320

Die ersten Serienexemplare wurden an die Erstkunden Air France und British Caledonian ausgeliefert. British Airways übernahm mit dem Kauf der British Caledonian die restlichen der von dieser Fluggesellschaft bestellten zehn A320. Der Liniendienst wurde am 13. April 1988 aufgenommen. Weil die Erstkunden die Triebwerke von CFM International gewählt hatten, wurden während der Zertifizierungsprogramme die Mitglieder der A320-Familie zuerst mit den CFM-56-Turbofan-Triebwerken zugelassen; der Konkurrenzantrieb IAE V2500 folgte.

#### A321

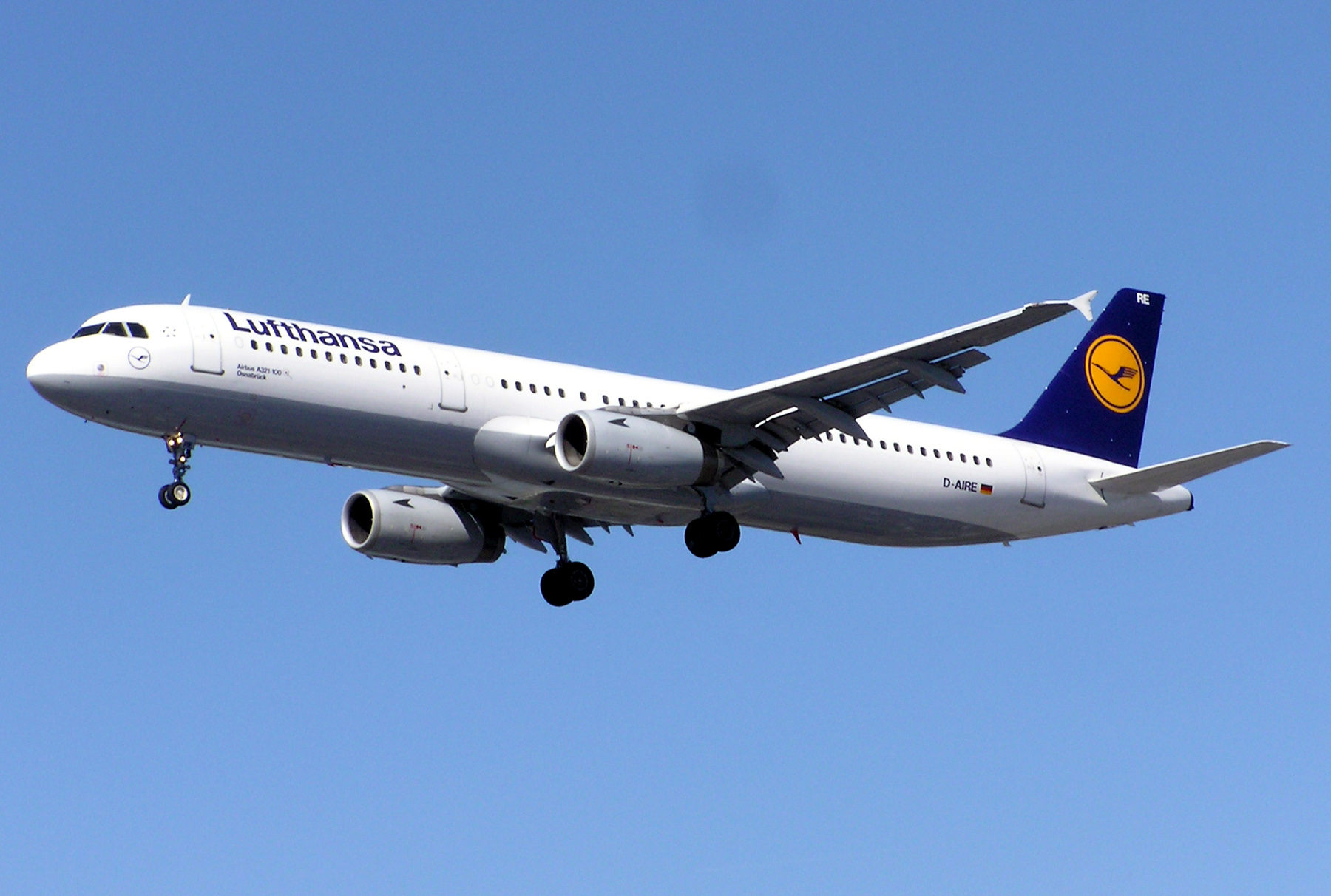
Lufthansa bekam die ersten A321

Am 24. November 1988 wurde eine verlängerte Version namens Airbus A321 angekündigt; zuvor konnte Airbus 183 Bestellungen von zehn Kunden, darunter die Lufthansa, für diesen Typ gewinnen. Abgesehen vom um fast sieben Meter verlängerten Rumpf waren nur kleinere Modifikationen vorgesehen, darunter beispielsweise zweiteilige und dadurch leistungsfähigere Landeklappen oder die Verlegung der Notausstiege vor bzw. hinter die Tragflächen. Als Ort der Endmontage wurde erstmals für ein Airbus-Modell Hamburg-Finkenwerder ausgewählt. Der Erstflug fand am 11. März 1993 statt, dieses Mal zuerst mit dem IAE V2500. Der zweite Prototyp wurde hingegen mit dem CFM-Turbofan ausgerüstet und flog erstmals im Mai desselben Jahres.

#### A319

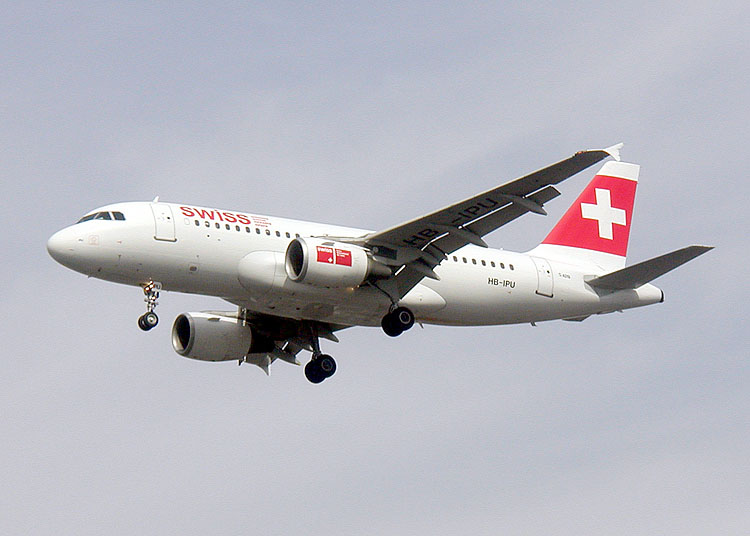
Ein A319 von Swiss

Eine um ca. 3,70 Meter verkürzte Version bot Airbus als A319 ab dem 22. Mai 1992 an, der offizielle Programmstart war am 10. Juni 1993 nach der Bestellung von sechs Flugzeugen durch die Flugzeugleasinggesellschaft ILFC. Erneut wurde Hamburg für die Endmontage ausgewählt, dort flog der Typ erstmals am 25. August 1995. Swissair erhielt das erste Flugzeug am 25. April 1996.

#### A318

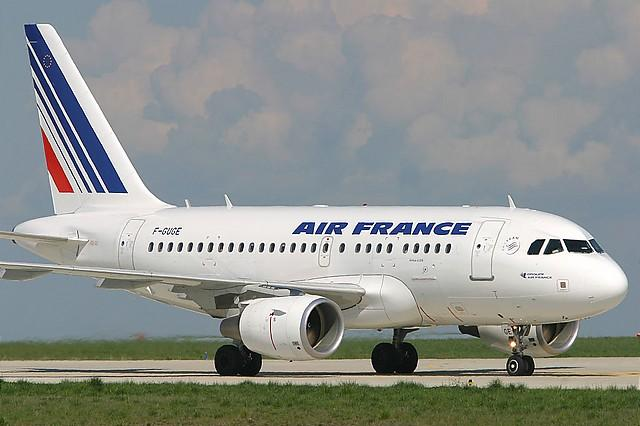
A318 – kleinster Typ der Familie

Als das Scheitern des AE31X-Projekts, das eine neu entwickelte Produktlinie unterhalb der A320-Familie zum Ziel hatte, absehbar wurde, veröffentlichte Airbus Anfang 1998 erste Überlegungen zu einem nochmals verkleinerten Familienmitglied. Mit dem Ende des Projekts wurde im September 1998 der Entwicklungsbeginn einer gegenüber der A319 um gut zweieinhalb Meter verkürzten Maschine verkündet. Der Programmstart, der als A318 bezeichnet wurde, fand ein halbes Jahr später am 26. April 1999 statt. Der Erstflug war am 15. Januar 2002 in Hamburg, die Auslieferung begann am 22. Juli 2003.

#### Bestellungen
Anfang 2007 wurde durch einen Auftrag der Spirit Airlines das fünftausendste, im Oktober 2013 durch JetBlue das zehntausendste Flugzeug der A320-Familie bestellt.

### Weiterentwicklung – dasEnhanced-Programm

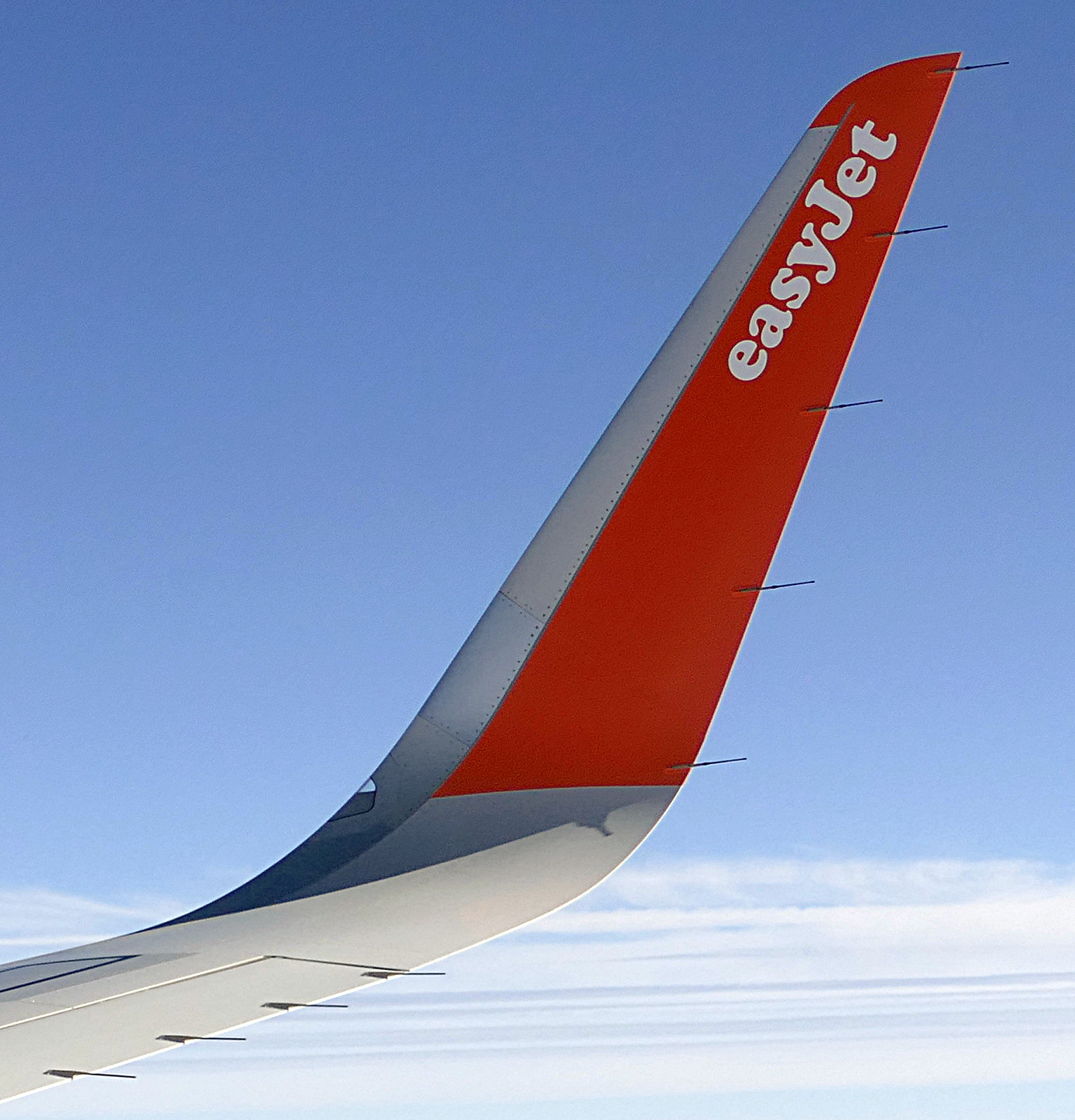
Sharklet der A320 Enhanced

#### Winglets
Im April 2006 begann Airbus mit Studien, die mögliche Verbesserungen an den Tragflächen untersuchen sollten. Hierzu wurden drei verschiedene Winglets getestet, ein eher eckiges Design wie bei den Schwestermodellen Airbus A330/A340, Blended Winglets ähnlich denen des Konkurrenten Boeing 737NG, allerdings von einem amerikanischen Hersteller, und schließlich 2008 das Modell von Aviation Partners, das eben bereits an der Boeing 737 Verwendung gefunden hatte. Letztlich entschied man sich gegen alle diese Optionen und entschied sich am 15. November 2009 für eine Neuentwicklung der Korean Air Aerospace Division, die unter dem Namen Sharklets vermarktet wurde. Der Name leitet sich vom englischen shark (Deutsch: Hai) ab, in Anspielung auf die Ähnlichkeit der neuen Winglets mit der Rückenflosse eines Hais. Zunächst sollte die A320 ab 2012 mit Sharklets ausgeliefert werden, gefolgt von den anderen Baureihen der A320-Reihe ab 2013. Laut Airbus sollen mit den neuen zweieinhalb Meter hohen Winglets auf längeren Sektoren mindestens 3,5 % Treibstoff eingespart werden, was pro Jahr und Flugzeug etwa 700 Tonnen eingespartem CO2 entspricht. Durch den geringeren Treibstoffverbrauch kann nach Angaben von Airbus entweder die Nutzlast um ca. 500 kg erhöht oder die Reichweite um 185 km verlängert werden. Als weitere Vorteile der Sharklets nennt Airbus eine geringere Geräuschentwicklung sowie eine verbesserte Steigleistung, sie können auch nachgerüstet werden. Darüber hinaus wurde die Kabinenausstattung modifiziert, so etwa neu gestaltete Handgepäckfächer, Verbesserungen in der Geräuschdämmung und der Beleuchtung.

#### Wirbelgenerator

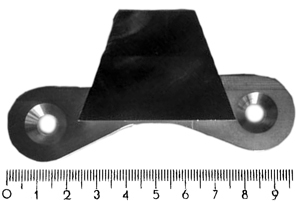
Ab 2014 eingesetzter Wirbelgenerator

Im Februar 2014 wurde die erste A320 mit Wirbelgeneratoren ausgeliefert. Sie eliminieren die starken Pfeiftöne der kreisrunden Öffnungen des Überdruckschutzes an den Unterseiten der Tragflächen, ähnlich dem Effekt einer angeblasenen Glasflasche, indem sie Luftwirbel erzeugen, die die Bildung dieser Töne verhindern, was zu einer Lärmminderung im Anflug um bis zu 4 dB führt. Auch diese Modifikation kann nachgerüstet werden.

#### SHort AiRfield Package (SHARP)
Eine weitere ab 2016 bestellbare Option ist das SHort AiRfield Package (SHARP) für den Flugbetrieb auf kurzen Start- und Landebahnen. Ein Kevlar-Panel am Rumpf-Flächenübergang erhöht den Auftrieb bei der Landung, sodass langsamer geflogen werden kann. Wirbelgeneratoren am Seitenleitwerk sorgen für ein früher mögliches Abheben in der Startphase. Das Aerodynamik-Paket soll zum Nachrüsten angeboten werden.

### Die A320neo – Modernisierung der A320-Familie

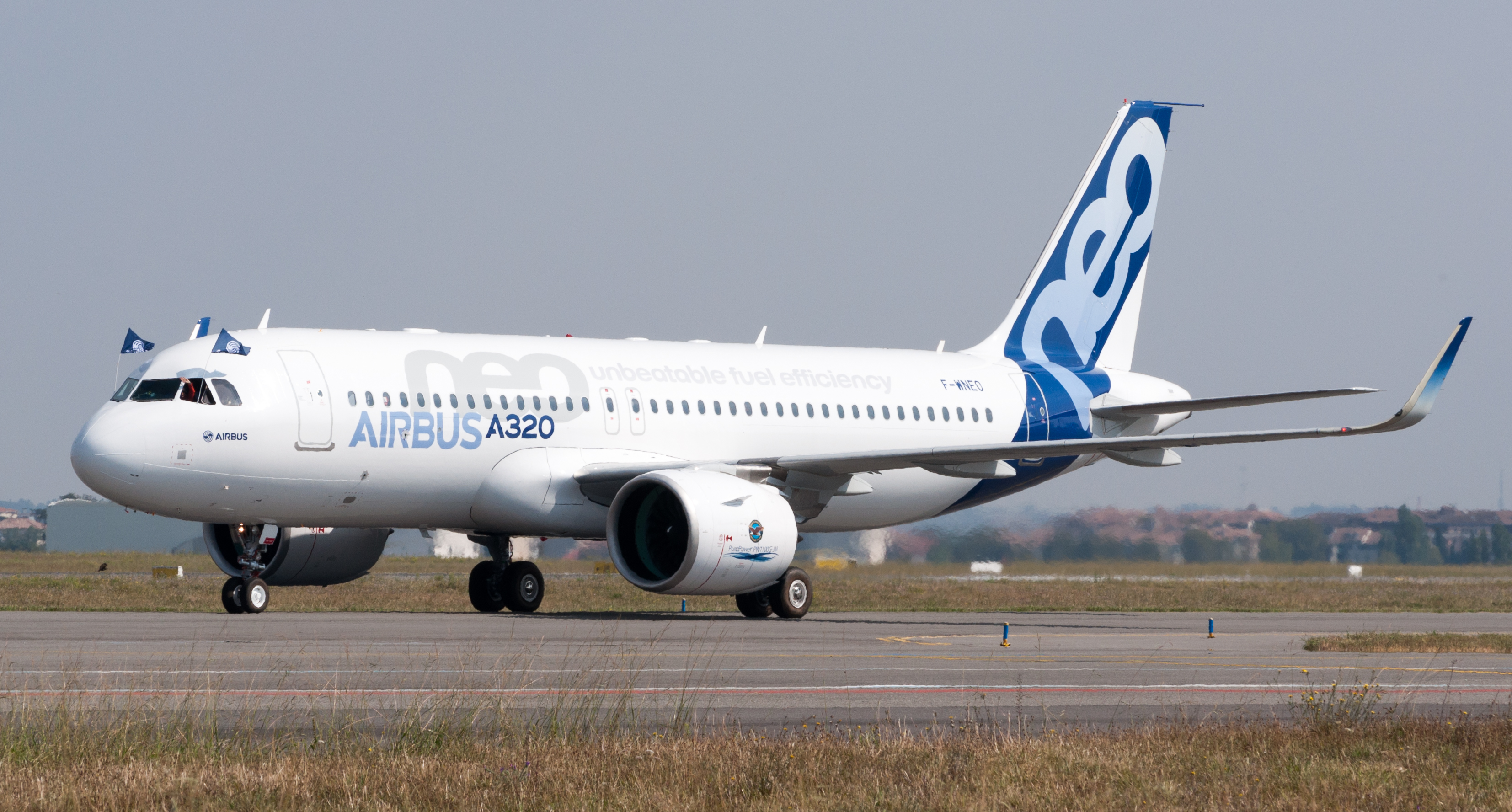
Der Airbus A320neo nach seinem Erstflug

Airbus gab im Dezember 2010 bekannt, die Baureihen A319, A320 und A321 in der neuen Variante neo (New Engine Option) mit neuen, moderneren Triebwerken ab 2015 auszuliefern. Erste Planungen hierzu begannen in den Jahren 2005 und 2006. Als erster Kunde für die neue neo-Variante unterzeichnete Virgin America am 29. Dezember 2010 einen Auftrag über 30 A320neo, wie Airbus während der Bilanzpressekonferenz am 17. Januar 2011 bekannt gab.
Airbus bot die neo-Varianten bis Ende 2021 parallel zu den bestehenden Varianten (dann unter dem Zusatz ceo, current engine option) an. Die Auslieferungen starteten 2016 mit der ersten A320neo, 2017 folgte die A321neo und Ende 2019 die A319neo. Eine neo-Ausführung der A318 soll es nicht geben. Bei den Triebwerken gibt es wie bisher eine Wahlmöglichkeit zwischen zwei Herstellern. Zum einen bietet CFM International das LEAP an, alternativ gibt es vom IAE-Mitglied Pratt & Whitney das PW1100G. Letzteres unterscheidet sich von herkömmlichen Turbofan-Triebwerken durch eine Untersetzung zwischen der Turbine und dem Fan. Das Konsortium International Aero Engines (IAE), von dem bei der ursprünglichen A320-Reihe das V2500 zur Wahl stand, kommt beim neo-Programm nicht mehr zum Zug.
Neben neuen Triebwerken wird die A320neo-Reihe auch mit denselben Sharklets der A320 Enhanced ausgeliefert. Durch die Kombination der neuen Tragflächenenden mit den neuen Triebwerken soll der Treibstoffverbrauch bei den neo-Varianten gegenüber der bisherigen A320-Reihe um bis zu 15 Prozent geringer sein. Dies entspräche laut Airbus einer jährlichen Verringerung des CO2-Ausstoßes um 3600 Tonnen pro Flugzeug. Airbus bewirbt darüber hinaus um nahezu 50 Prozent geringere Stickoxid- sowie Lärmemissionen. Verbesserungen gab es auch an der Flugzeugzelle, trotzdem liegt die Gemeinsamkeit mit der bisherigen A320-Reihe bei 95 Prozent.
Durch die Modifikation soll eine Verbesserung der Reichweite um bis zu 950 km (500 NM) möglich sein oder alternativ eine um zwei Tonnen höhere Nutzlast.
Als direktes Konkurrenzprodukt zur Boeing 737 Max wurde die A320neo-Familie im Jahr 2024 sowohl nach Anzahl der Bestellungen als auch nach Anzahl der Auslieferungen etwa zweieinhalbmal so viel verkauft.
Seit 2023 sorgt die Triebwerksfamilie Pratt & Whitney PW1000G in der gesamten Luftfahrtbranche weltweit für Probleme, weil sie sich als technisch extrem fehleranfällig erwies. Es fehlen auch Ersatzteile, Steuerungs-Chips und andere Komponenten. Die indische Fluggesellschaft Go First musste Anfang Mai 2023 den Flugbetrieb einstellen und Insolvenz anmelden, weil 50 % ihrer Flotte am Boden bleiben müssen, und macht dafür die Probleme mit Triebwerken von Pratt & Whitney verantwortlich. Ab Ende März 2024 flog die Lufthansa für längere Zeit nicht mehr zwischen Leipzig und München. Der Grund: Dutzende Airbus-Maschinen müssen in die Werkstatt, die Durchlaufzeiten für Reparaturen sind bereits durch Probleme in der Lieferkette viel länger als üblich, was zu einer großen Anzahl von nicht einsatzfähigen Flugzeugen führte. Auch andere Strecken sind betroffen.
Im März 2025 stehen wegen dieser Triebwerksprobleme immer noch 450 Maschinen am Boden. Analysten berechneten, dass Pratt & Whitney den Fluggesellschaften dadurch fast genau 50 Milliarden Euro an aktivem Betriebskapital entzieht.

## Konstruktive Ausführung der A320-Familie

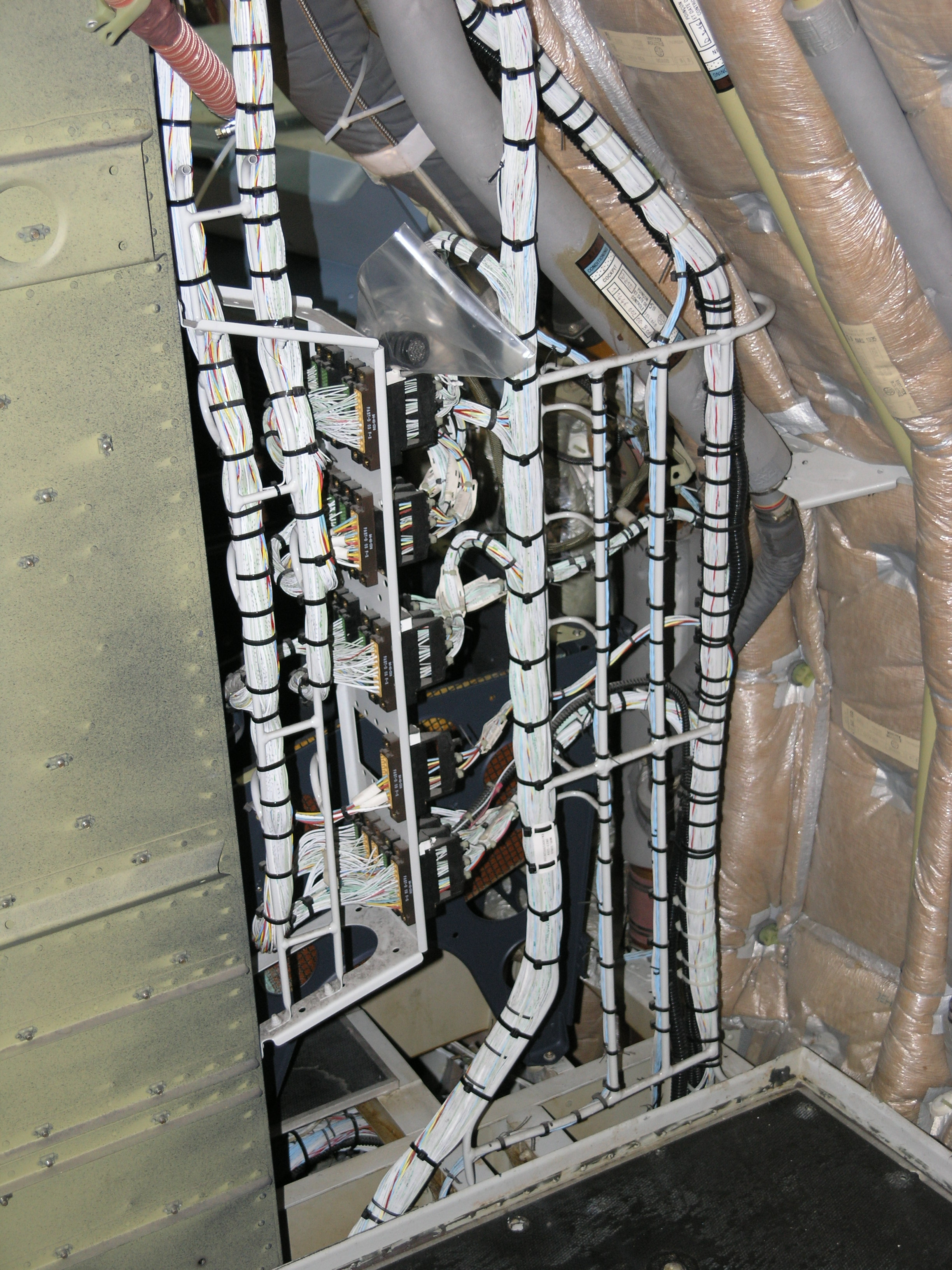
Kabelbaum in der A320-Kabinenverkleidung

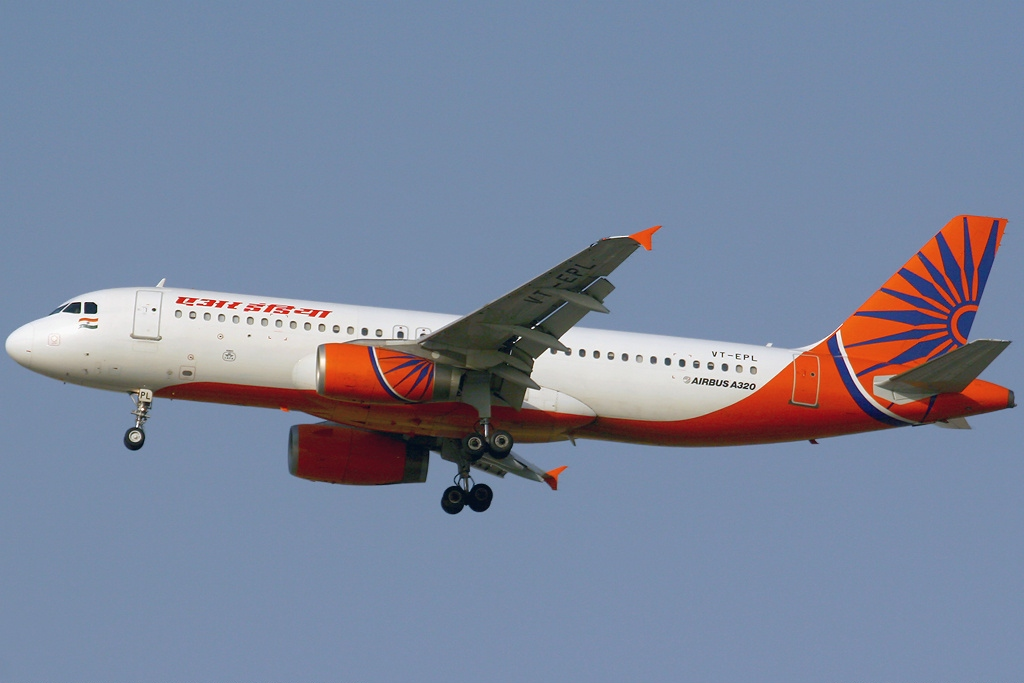
Gut sichtbar ist das nur bei Air India genutzte Hauptfahrwerk mit je zwei Zwillingsreifen auf jeder Seite.

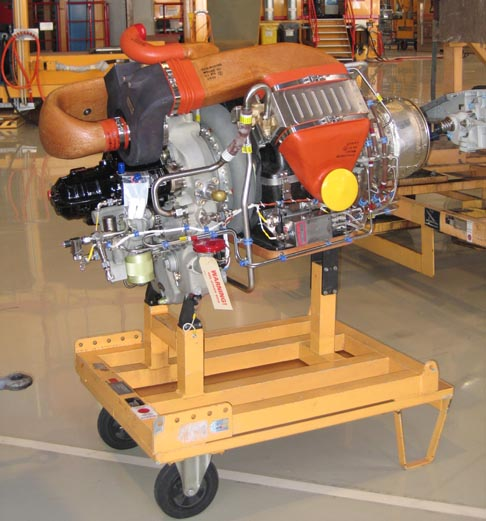
Hilfstriebwerk einer A320

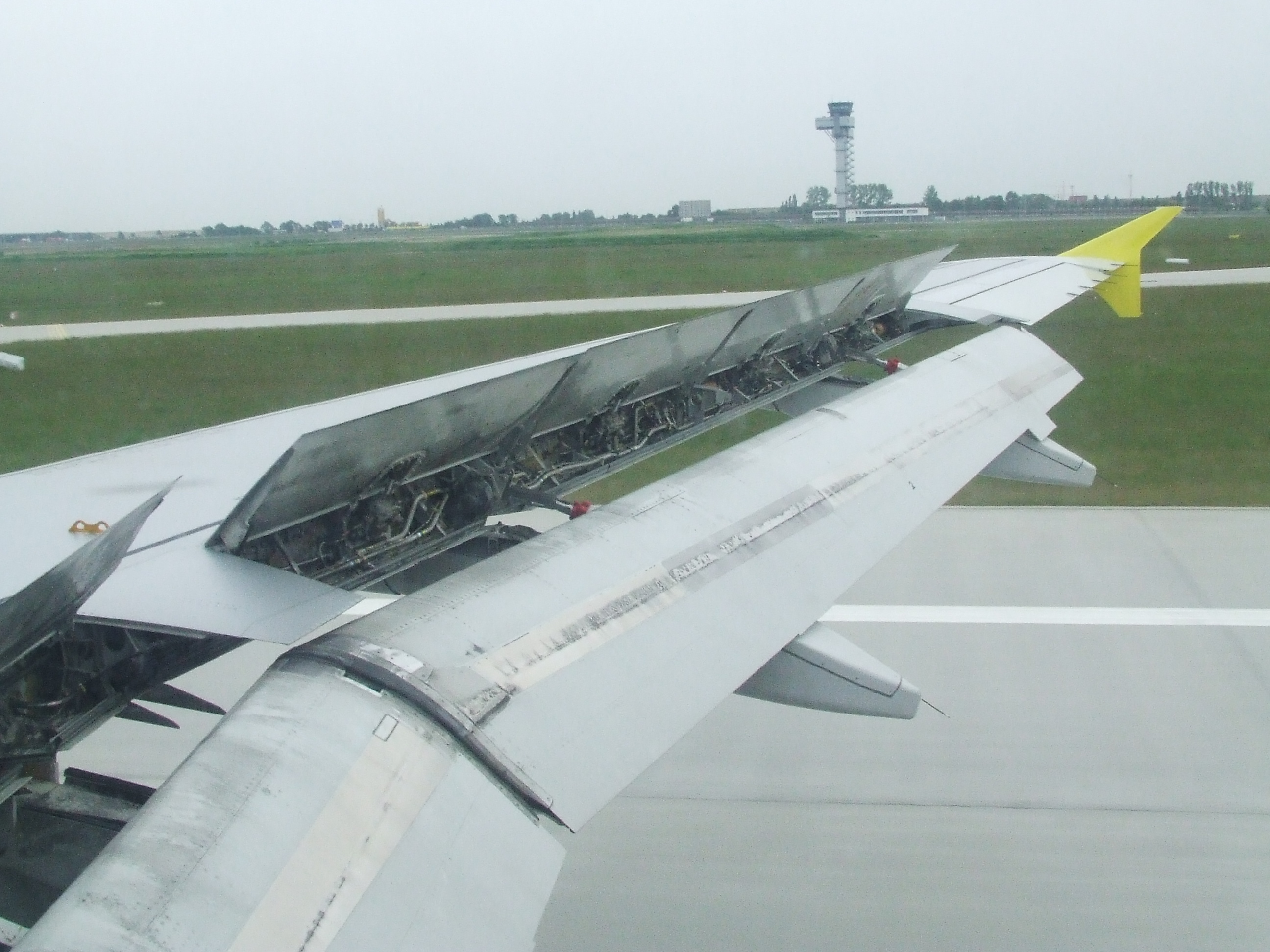
Voll ausgefahrene Lande- und Störklappen einer A320

Die Tragflächen haben zwei Holme. Diese sind durch einen zentralen Flügelkasten dabei in die Struktur des Rumpfes integriert ausgeführt. Die Flächen haben eine Pfeilung von 25° und 5°6′36″-V-Stellung. Das Höhenleitwerk hat 6°-V-Stellung. Tragflächen und Rumpf sind nach dem Fail-Safe-Prinzip ausgeführt. Hoch belastete Teile der Außenhaut sind aus gefrästem Aluminium gefertigt. Die verwendete Aluminiumlegierung ist hochfest und auch gegenüber Beschädigungen weitestgehend resistent. Besonders hoch belastete Teile des Rumpfes sind aus Titan oder Stahl gefertigt.
Damit ähnelt die A320 dem Airbus A310, jedoch sind Bauteile der unteren Rumpfverkleidung aus aramidfaserverstärktem Kunststoff anstatt einer Sandwich-Wabenkern-Konstruktion hergestellt. Zudem bestehen die Vorderkante des Seitenleitwerks und die Verkleidung des Überganges vom Rumpf zum Seitenleitwerk aus glasfaserverstärktem Kunststoff. Das übrige Leitwerk ist, wie ein Großteil der Klappen, aus mit Kohlenstofffasern verstärktem Kunststoff gefertigt. Die A320 ist das erste zivile Serienflugzeug, bei dem dieser Werkstoff für das gesamte Leitwerk verwendet wird.
Das Bugradfahrwerk ist hydraulisch ein- und ausfahrbar. Sowohl das nach vorn einzieh- und steuerbare, von Safran Landing Systems hergestellte Bug- als auch das zum Rumpf einziehbare Hauptfahrwerk, vom selben Hersteller, ist mit je einem Zwillingsreifen und gasunterstützten hydraulischen Stoßdämpfern ausgerüstet. Alternativ konnte zur Senkung der Flächenpressung das Hauptfahrwerk mit einem Gestell für zwei Zwillingsreifen ausgerüstet werden. Indian Airlines nutzte diese Fahrwerkskonfiguration für seine frühen A320, um auch auf regionalen Flughäfen mit schlechterer Piste sicher landen zu können. Alle Hauptfahrwerksräder sind mit mehrscheibigen Vollscheibenbremsen mit Bremsscheiben aus Kohlenstoff ausgestattet.
Die Flugsteuerung erfolgt bei der A320 durch ein digitales Fly-by-Wire-System mit Sidesticks, das von Thales/SFENA entwickelt und gefertigt wird. Das System besteht aus insgesamt sieben sich gegenseitig überwachenden Computern. Dieser Rechnerverbund sorgt auch für die Überwachung der Strukturgrenzen und die sichere Einhaltung der Flugbereichsgrenzen des Flugzeugs. Querruder, Höhenruder, Seitenleitwerk, Störklappen, Vorflügel und Landeklappen werden direkt über das Fly-by-wire-System überwacht, die Flächen selbst werden hydraulisch bewegt. Die Höhenflossentrimmung und das Seitenruder werden ebenfalls über das Fly-by-wire-System gesteuert. Letztere können im Störungsfall direkt mit Hilfe der Hydraulik betätigt werden, um eine Steuerung des Flugzeugs bei einem Totalausfall der Bordelektronik zu ermöglichen.
Die Steuerung der Auftriebshilfen erfolgt durch ein System von Liebherr und Lucas Aerospace. Jede Tragfläche hat fünf Vorflügelsegmente, zwei Fowlerklappensegmente und fünf Störklappen, die je nach Flugzustand für die Verringerung des Auftriebs, der Unterstützung der Querruder, als Böen-Ausgleichssystem und als Luftbremsen verwendet werden.
Die Triebwerksgondeln werden von Rohr Industries hergestellt. Die Schubumkehr unterscheidet sich abhängig von den verwendeten Triebwerken. Für das CFM56 wird der Fan-Luftstrom des Triebwerkes über schwenkbare Klappen nach vorne umgelenkt. Diese Ausführung stammt von Hispano-Suiza. Wenn das IAE V2500 von International Aero Engines (IAE) montiert ist, gibt es eine Schaufelgitterschubumkehr von IAE, die ebenfalls den Fanstrom umlenkt. Beide Triebwerksvarianten haben ein zweikanaliges FADEC als Kontrollsystem.
Die Klimaanlage stammt von Liebherr/ABG-Semca. Die Systeme zur Erhaltung und Regelung des Kabineninnendrucks werden von Hamilton Sundstrand/Nord-Micro gefertigt. Das Bordnetz wird von zwei Hamilton Sundstrand-Drehstromgeneratoren mit einer Leistung von 90 kVA versorgt. Es weist eine Spannung von 115/200 V und eine Frequenz von 400 Hz auf. Diese Generatoren werden von den Triebwerken angetrieben. Für den autarken Betrieb ohne laufende Triebwerke gehört ein Hilfstriebwerk (APU – Auxiliary Power Unit) zur Serienausstattung, das ebenfalls mit einem 90-kVA-Generator arbeitet.
Es gibt drei voneinander unabhängige Hydrauliksysteme. Zwei davon werden von jeweils einem Triebwerk angetrieben, wobei es auch eine elektrische Pumpe für Operationen am Boden gibt (beispielsweise für die Türen der Frachträume). Das dritte System wird elektrisch oder im Notfall durch die Ram-Air-Turbine (RAT) angetrieben. Der Druck aller Systeme beträgt 3000 psi (20,7 MPa). Eine Transfereinheit (engl. Power Transfer Unit, PTU) verbindet bei einem Triebwerkausfall die beiden von Triebwerkspumpen betriebenen Hydrauliksysteme mechanisch.
Die gesamte Avionik ist mit einem ARINC-429-Bus-System miteinander verbunden.
Die Funktionsweise der Geräte ist in ARINC-Spezifikationen der 700er-Serie beschrieben.
Die Kabine hat einen zentralen Gang (Single-Aisle) und ist nach Zulassungsdatenblatt der EASA für maximal 230 Passagiere zugelassen (A321). Die maximale Anzahl für den A320 beträgt 195 Passagiere, für den A319 sind es 160 und der A318 als kleinster Typ ist auf 136 Passagiere begrenzt. Das jeweilige Kabinenlayout wird nach Kundenwunsch gefertigt. Über den Passagiersitzen befinden sich mit Klappen verschließbare Gepäckstaufächer. Im Bug- und Heckbereich des Rumpfes befindet sich für die rechte und linke Seite je eine Passagiertüre. Die vordere linke Tür kann mit einer Treppe ausgerüstet werden. Links gegenüber den Passagiertüren befinden sich auf der rechten Rumpfseite Servicetüren. Bei der A318, A319 und der A320 befinden sich bis zu zwei Notfenster rechts und links im Rumpf über den Tragflächen. Die A321 hat stattdessen bedingt durch ihre größere Länge zwei zusätzliche Passagiertüren vor und hinter den Tragflächen. Der Rumpf weist einen Doppelkreisquerschnitt auf. Im Laderaum können sieben Container, die vom LD3-Typ abgeleitet sind, untergebracht werden. Die Beladung mit den Containern wird dabei durch ein Ladesystem unterstützt. Im Heck des Rumpfes befindet sich ein Gepäckabteil.

Position der Satellitenantenne zum Internetempfang (symbolisch)

Wenn vom Nutzer gewünscht, kann eine buckelförmige Antenne zum Internetempfang über Satelliten auf der Rumpfoberseite installiert werden, was beispielsweise bei Lufthansa ab 2016 umgesetzt wurde.

## Technische Neuerungen

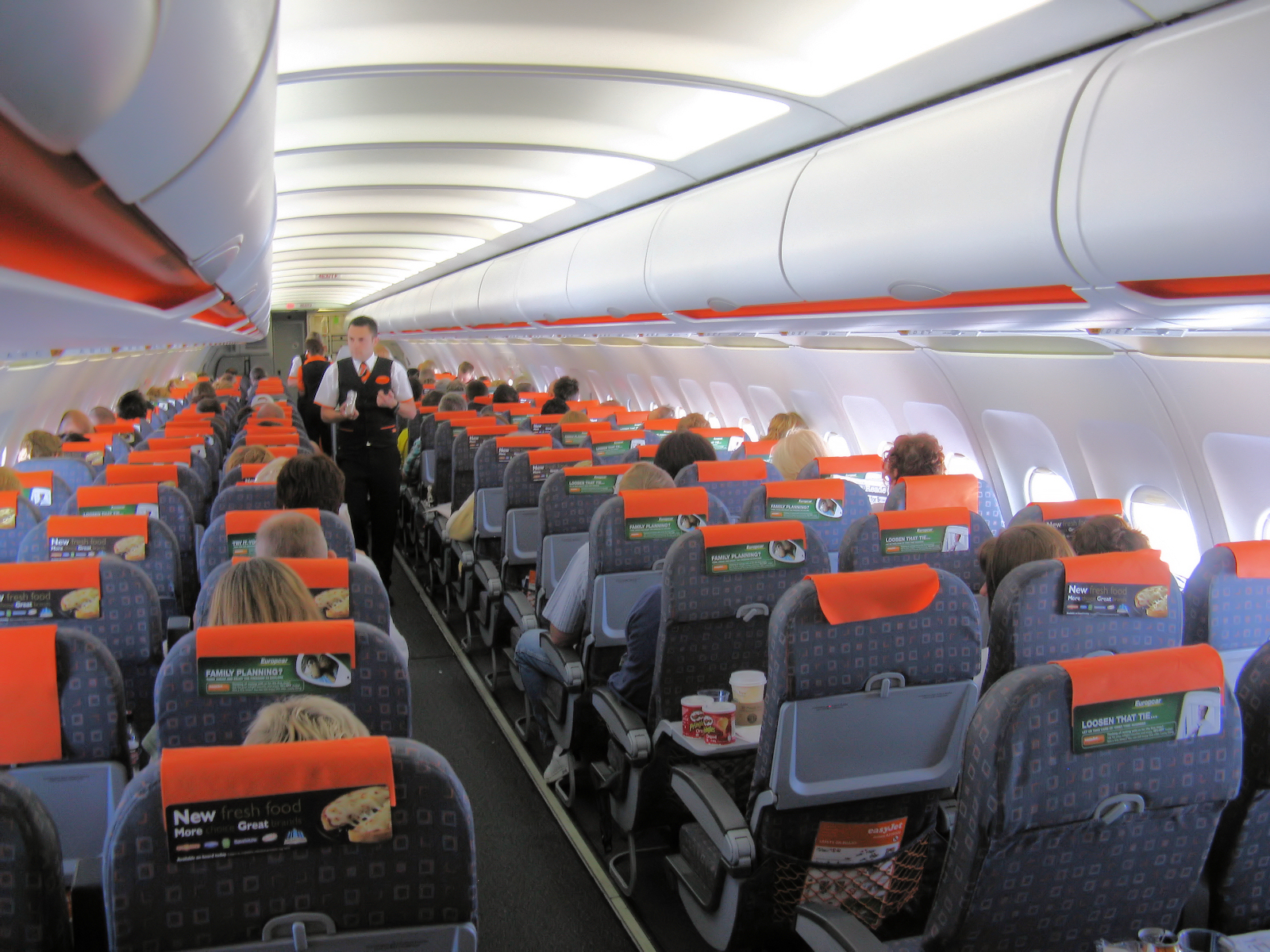
Kabinenausstattung der A319 bei easyJet

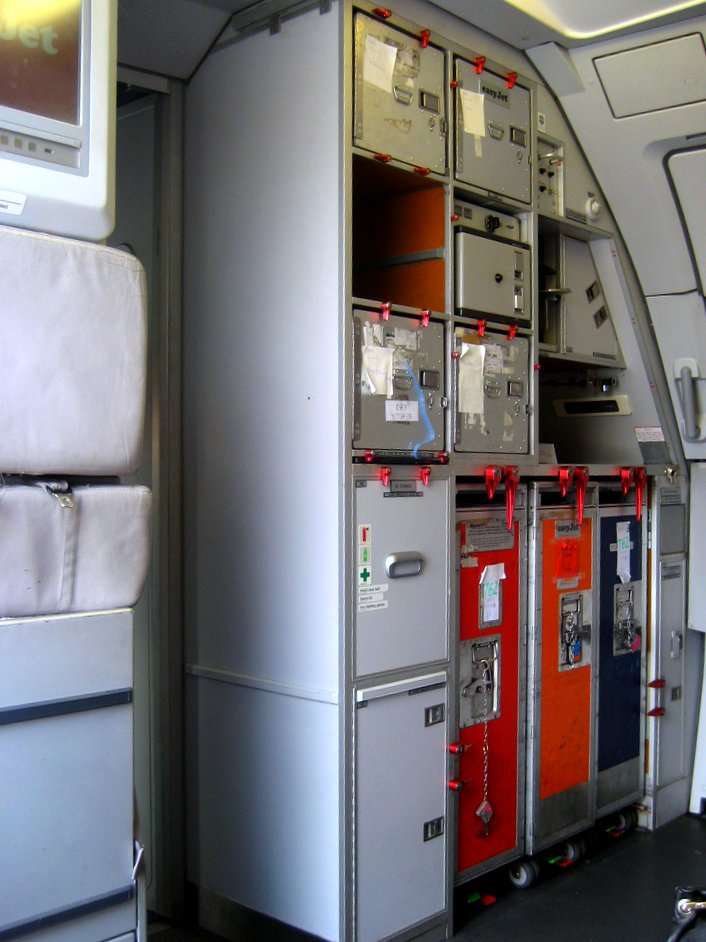
Galley der A319 bei easyJet

Die A320 war das erste in Serie produzierte Zivilflugzeug, das ausschließlich über Fly-by-Wire gesteuert wurde. Fly-by-wire ermöglicht die Steuerung des Flugzeuges ohne eine direkte mechanische Verbindung zwischen Betätigungselement und Steuerfläche; dies spart Gewicht und senkt damit Kosten. Lediglich die Hydraulikventile von Seitenruder und Höhenflossen können aus Redundanzgründen mit herkömmlichen Stahlseilen betätigt werden.
Statt eines Steuerhorns wird zudem erstmals ein Sidestick im für damalige Zeiten revolutionären Cockpit mit den sechs CRT-Bildschirmen (seit der Einführung der A318 LC-Bildschirme) verwendet. Dieses Cockpit prägte bald alle nach der A320 entstandenen Airbus-Flugzeuge.
Die Fly-by-Wire-Technik und die von Airbus verfolgte Philosophie über den Einsatz von Bordcomputern sorgten für große Diskussionen während der Einführung. Bisher beispiellos war die Prioritätensetzung zugunsten der von Flugsteuerungscomputern errechneten Steuersignale gegenüber den Steuereingaben der Piloten. So wurden erstmals Steuerbefehle, die von den Computern als unsinnig disqualifiziert wurden, nicht an die Steuerflächen weitergeleitet. Die Kritiker sahen in dieser Umsetzung des Fly-by-Wire-Systems ein Gefahrenpotential. So ist es beispielsweise möglich, durch entgegengesetzte Steuereingaben beider Piloten über deren Sidesticks die Eingabe des jeweils anderen additiv zu neutralisieren oder – in Grenzen – zu verstärken.
Auch finden Schubänderungen durch die automatische Triebwerksregelung statt, ohne dass die Schubhebel mechanisch und dadurch für die Piloten sofort erkennbar bewegt werden. Daher entschieden sich zu dieser Zeit noch einige Flugzeughersteller gegen das Fly-by-Wire-System, wie Boeing bei der Entwicklung des Konkurrenztyps 737NG. Nach einigen Verbesserungen der Software setzte sich das System durch, sein Ruf verbesserte sich durch angepasstes Training, und heute werden nahezu alle Verkehrsflugzeuge mit Fly-by-Wire-Systemen geplant. Anfangs bestätigten einige Abstürze und Unfälle diese Warnungen. Ein tatsächlich mit dieser Technologie zusammenhängender Flugunfall mit zwei Todesopfern ereignete sich 1993 in Warschau, als ein Lufthansa-Airbus wegen eines zu hoch eingestellten Parameters der Fahrwerksüberwachung nicht bremsen konnte (Lufthansa-Flug 2904).

## „Kommunalität“

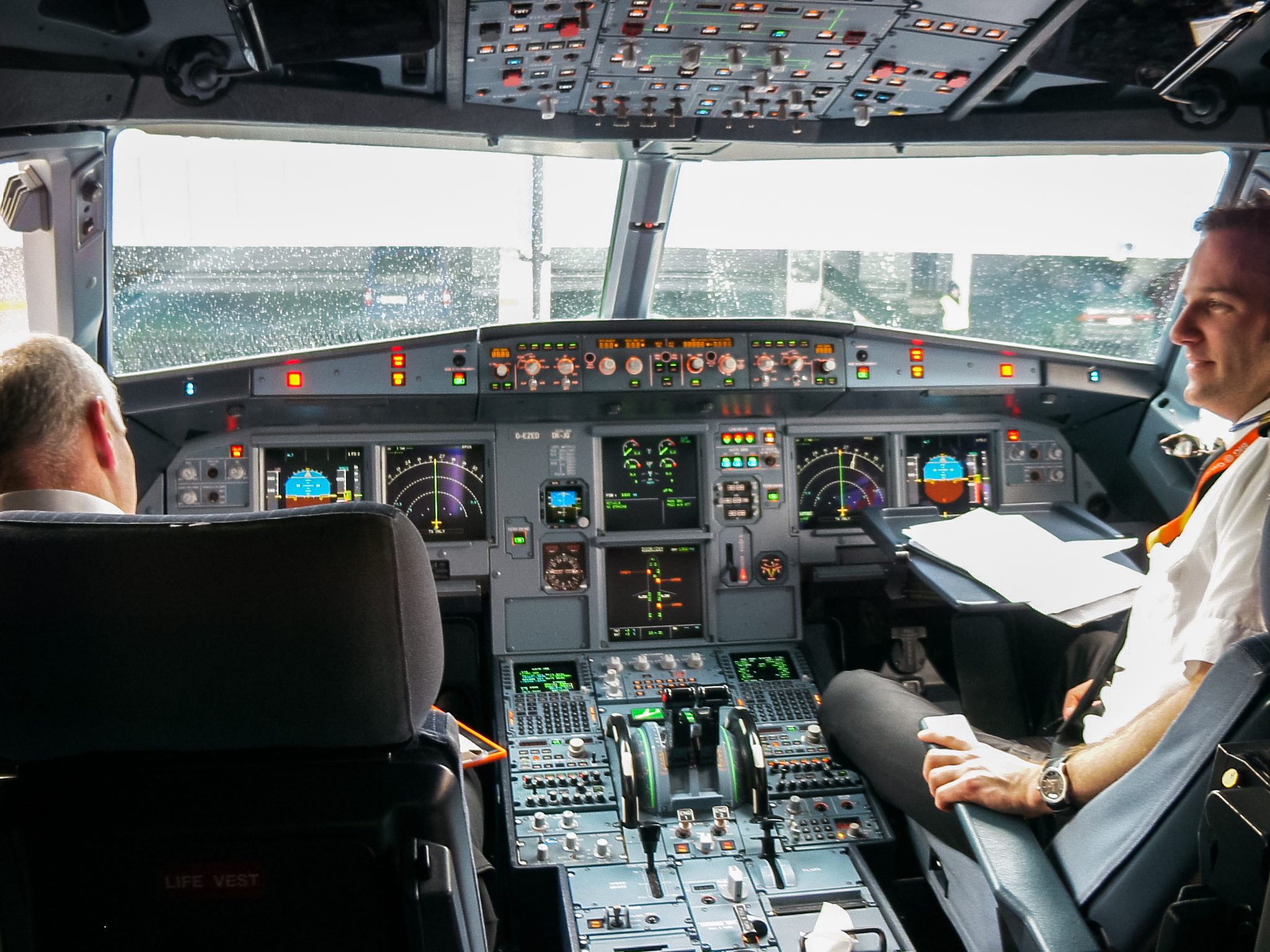
Cockpit eines Airbus A319-100

Als einer der größten Vorteile der A320-Familie gilt die sogenannte „Familien-Kommunalität“. Mit diesem von Airbus hierfür eingeführten Wort ist die Gemeinsamkeit von Merkmalen und Eigenschaften gemeint, bezogen auf mehrere Flugzeugtypen oder -varianten. Der Begriff der Kommunalität wird in der deutschen Sprache sonst nur und mit anderer Bedeutung im Rahmen der Faktorenanalyse, eines Teilgebiets der Mathematik, verwendet.
Die „Familien-Kommunalität“ erstreckt sich über viele Bereiche, etwa bei der Konstruktion selbst oder bei der Bedienung. Einige Systeme der verschiedenen Flugzeugtypen sind identisch, um damit bei der Wartung und bei der Pilotenausbildung Kosten einzusparen. Konkret bedeutet das etwa, dass alle Baureihen der A320-Familie mit derselben Musterberechtigung geflogen werden dürfen.
In folgenden Bereichen findet sich dieser Grundsatz bei der A320-Familie: Es werden in großem Maße gleiche Teile, Triebwerke usw. verwendet, wodurch sich vor allem bei der Wartung Kosten sparen lassen. Darüber hinaus ist die Avionik (Flugzeugelektronik) der A320-Familie im Wesentlichen die gleiche wie bei der A330/A340-Familie. Ferner kommen die für die A320-Familie erhältlichen CFM-International-CFM56-Triebwerke in leicht modifizierten Varianten bei der Boeing 737 (Modellgenerationen ‚Classic‘ und ‚NG‘) sowie bei der A340-200 und -300 zum Einsatz. Somit können diese Triebwerke durch Skaleneffekte zu günstigeren Preisen erworben werden. Zusätzlich können Fluggesellschaften, die mehrere dieser Typen betreiben, wie etwa die Lufthansa, die A320 und A340-300 parallel einsetzt, günstigere Ausbildungs-, Anschaffungs-, Wartungs-, Lagerungskosten sowie weitere Einsparungen realisieren. Auch die weitgehende Cockpitgleichheit der A320-Familie mit der A330 und A340 gehört zur Kommunalität. Eine Weiterentwicklung der in diesen Typen umgesetzten Cockpitphilosophie findet sich in der A380; die A350 enthält wiederum eine Weiterentwicklung des A380-Cockpits.

## Produktionsstandorte, Fertigung und Logistik

### Übersicht

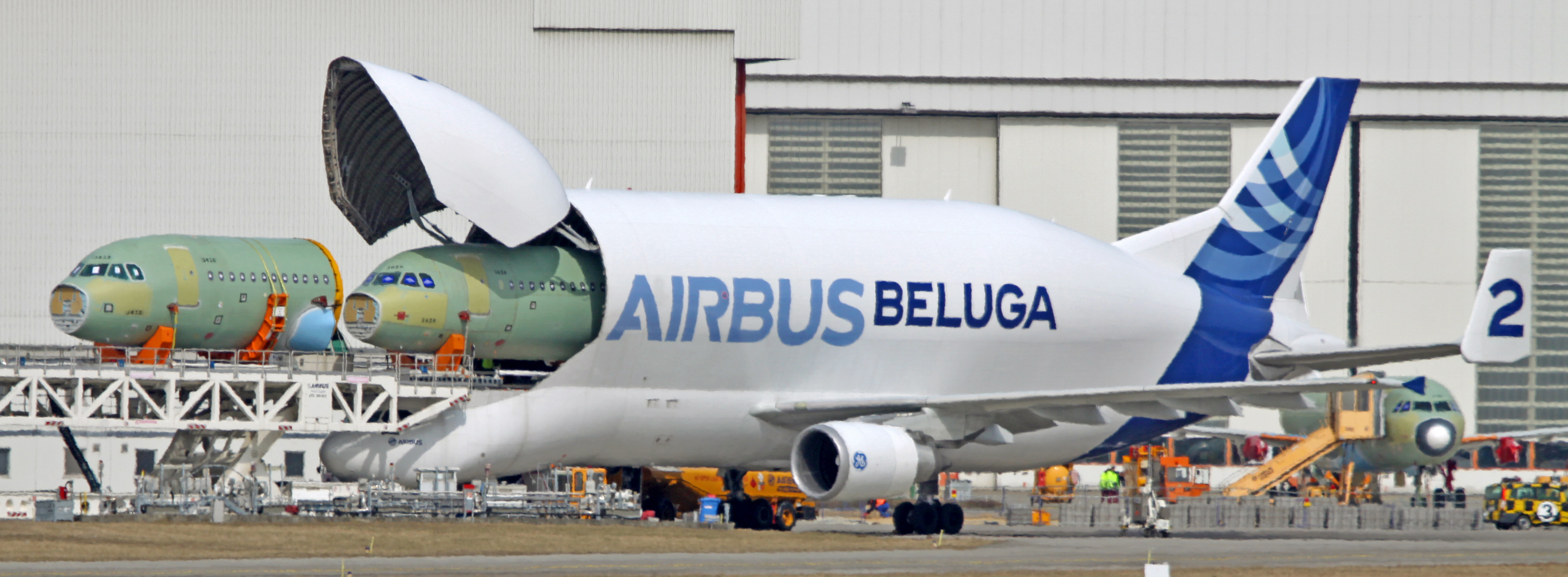
Ein Airbus Beluga in Hamburg bei der Entladung von Cockpitsektionen

Die einzelnen Komponenten der A320-Familie werden, wie alle Airbus-Typen, an den verschiedenen Airbus-Produktionsstandorten und denen der Zulieferer hergestellt. Von dort aus werden sie zu den Endmontagestätten transportiert. Die einzelnen Teile werden mit dem Airbus Beluga oder per Schiff zwischen den Werken transportiert. So entstehen in Méaulte und Saint-Nazaire die Cockpitsektion und der Vorderrumpf. Die Höhenruder entstehen in Getafe bei Madrid, in Broughton werden die Tragflächen, in Stade die Seitenruder und in Hamburg verschiedene Rumpfsektionen gefertigt. Im Jahr 2004 dauerte die komplette Fertigung einer A320 neun Monate.

### Endmontage in Frankreich – Deutschland – China – USA
Während die Endmontage der A320 bis Februar 2008 ausschließlich in Toulouse erfolgte, wurde wegen großer Nachfrage seit März 2008 auch die A320 in Hamburg-Finkenwerder endmontiert. Dort befand sich bereits die Endmontagelinie der Varianten A318, A319 und A321.
Im chinesischen Tianjin wurde am 28. September 2008 ein weiteres Werk mit einer Kapazität von vier Flugzeugen pro Monat (ab 2011) durch den chinesischen Ministerpräsidenten Wen Jiabao und den Airbus CEO Thomas Enders eingeweiht. Die erste dort produzierte A320ceo wurde am 23. Juni 2009 an Dragon Aviation Leasing übergeben und der erste A320neo am 25. Oktober 2017 an AirAsia. In der Zwischenzeit wurden im Werk 340 Flugzeuge hergestellt. Das chinesische Werk ist ein Joint-Venture zwischen Airbus und dem chinesischen Staatskonzern China Aviation Industry Corporation (AVIC). Im Juni 2023 erhielt Wizz Air ihren ersten A321neo aus Tianjin. Die Mehrzahl der Teile stammt weiterhin von europäischen Lieferanten und wird wie im amerikanischen Airbus-Endmontagewerk größtenteils per Schiff aus Europa angeliefert. Eine Ausnahme sind die Tragflächen der chinesischen Airbusse, die von chinesischen Partnern nach Vorgaben von Airbus produziert werden. Technisch besteht aber kein Unterschied zu europäischen Airbussen.
Am 14. September 2015 wurde ein weiteres Werk in Mobile, Alabama im Südosten der Vereinigten Staaten eröffnet. Dort kann die Endmontage der gesamten A320-Familie erfolgen; zumindest zu Beginn werden hauptsächlich A321 für den US-amerikanischen Markt gefertigt.

### Auslieferungen
Im Sommer 2010 wurden von Airbus pro Monat 34 Maschinen der A320-Familie zusammengebaut und ausgeliefert, Ende 2012 betrug die Produktion monatlich 42 und im Februar 2017 50 Maschinen. Im Jahr 2020 lag die Produktionsrate bei 60 Maschinen pro Monat, wurde dann aber aufgrund der COVID-19-Pandemie auf 40 Maschinen monatlich reduziert, um sich an die verringerte Nachfrage anzupassen.

## Wirtschaftliche Aspekte
Die Listenpreise der einzelnen Versionen der A320-Familie lagen im Jahr 2017 ohne Rabatt zwischen 75,9 Millionen US-Dollar für die Basisversion des Airbus A318 und 127 Millionen US-Dollar für den am besten ausgestatteten Airbus A321neo, Sonderausstattungen jeweils nicht mitgerechnet.
Für die tatsächliche Höhe der Preise sind diese Listenpreise allerdings aufgrund der zum Teil erheblichen Nachlässe bei Großaufträgen kaum aussagekräftig. Außerdem ist die Höhe des Preises abhängig vom Konstruktionsgewicht, der Wahl der Triebwerke und der Höhe der gewählten Kundenanpassung.
Hinsichtlich ihrer Wirtschaftlichkeit gibt es heute zwischen den Konkurrenten A320-Familie und Boeing 737NG (mit Winglets) kaum Unterschiede. Einige Baureihen der Boeing 737 haben gegenüber den vergleichbaren Typen der A320-Familie einen leichten Gewichtsvorteil. Dieser kommt besonders bei der 737-600 im Vergleich zur A318 sowie bei der 737-900ER im Vergleich zur A321 zum Tragen und sorgt für geringere direkte Betriebskosten. Allerdings ist die bei der A320-Familie sehr weitgehende Kommunalität für ein nicht zu unterschätzendes Einsparungspotential verantwortlich, weswegen die Betriebskosten insgesamt ungefähr gleich anzusetzen sind.
|      | A318 | A319 | A319 neo | A320  | A320 neo | A321  | A321 neo |
| ---- | ---- | ---- | -------- | ----- | -------- | ----- | -------- |
| 2008 | 59,1 | 70,3 |          | 76,9  |          | 90,3  |          |
| 2012 | 67,7 | 80,7 | 88,8     | 88,3  | 96,7     | 103,6 | 113,3    |
| 2013 | 70,1 | 83,6 | 92,0     | 91,5  | 100,2    | 107,3 | 117,4    |
| 2014 | 71,9 | 85,8 | 94,4     | 93,9  | 102,8    | 110,1 | 120,5    |
| 2015 | 74,3 | 88,6 | 97,5     | 97,0  | 106,2    | 113,7 | 124,4    |
| 2016 | 75,1 | 89,6 | 98,5     | 98,0  | 107,3    | 114,9 | 125,7    |
| 2017 | 75,9 | 90,5 | 99,5     | 99,0  | 108,4    | 116,0 | 127,0    |
| 2018 | 77,4 | 92,3 | 101,5    | 101,0 | 110,6    | 118,3 | 129,5    |

Im Vergleich mit anderen konkurrierenden Flugzeugen wie der „klassischen“ Boeing 737 oder der McDonnell Douglas MD-90 war die A320 hinsichtlich ihrer Wirtschaftlichkeit überlegen, was Boeing zur Weiterentwicklung der Boeing 737 motivierte. Für die Einstellung der Produktion der MD-90 nach der Übernahme von McDonnell Douglas durch Boeing war die größere Wirtschaftlichkeit der A320-Familie ein Hauptgrund. Dabei spielte auch die boeinginterne Konkurrenzsituation zwischen der MD-90 und der B 737 eine wichtige Rolle.
Nach erheblichen Schwierigkeiten in den Anfangsjahren erreicht die A320-Familie mittlerweile eine Abflugzuverlässigkeit von 99,7 Prozent.
Mit der Verbesserung der Effizienz der Triebwerke und durch Einbau zusätzlicher Tanks konnte schrittweise die Reichweite gesteigert werden, sodass die Variante A321 XLR (=„extra long range“ oder „extragroße Reichweite“) inzwischen auch in der Lage ist, viele transatlantische Flugrouten mit wirtschaftlich vertretbarer Nutzlast zu bedienen. Dies führt dazu, dass so genannte „long and thin“ (große Distanz bei geringer Nachfrage) Routen, welche früher nur durch Umsteigeverbindungen („hub & spoke“) wirtschaftlich zu bedienen waren, mit der A321 XLR als Nonstopflüge angeboten werden können. Vergleichbares versuchte bereits Norwegian Air mit der Boeing 737 Max vor deren quasi weltweiter Außerbetriebnahme.

## Versionen

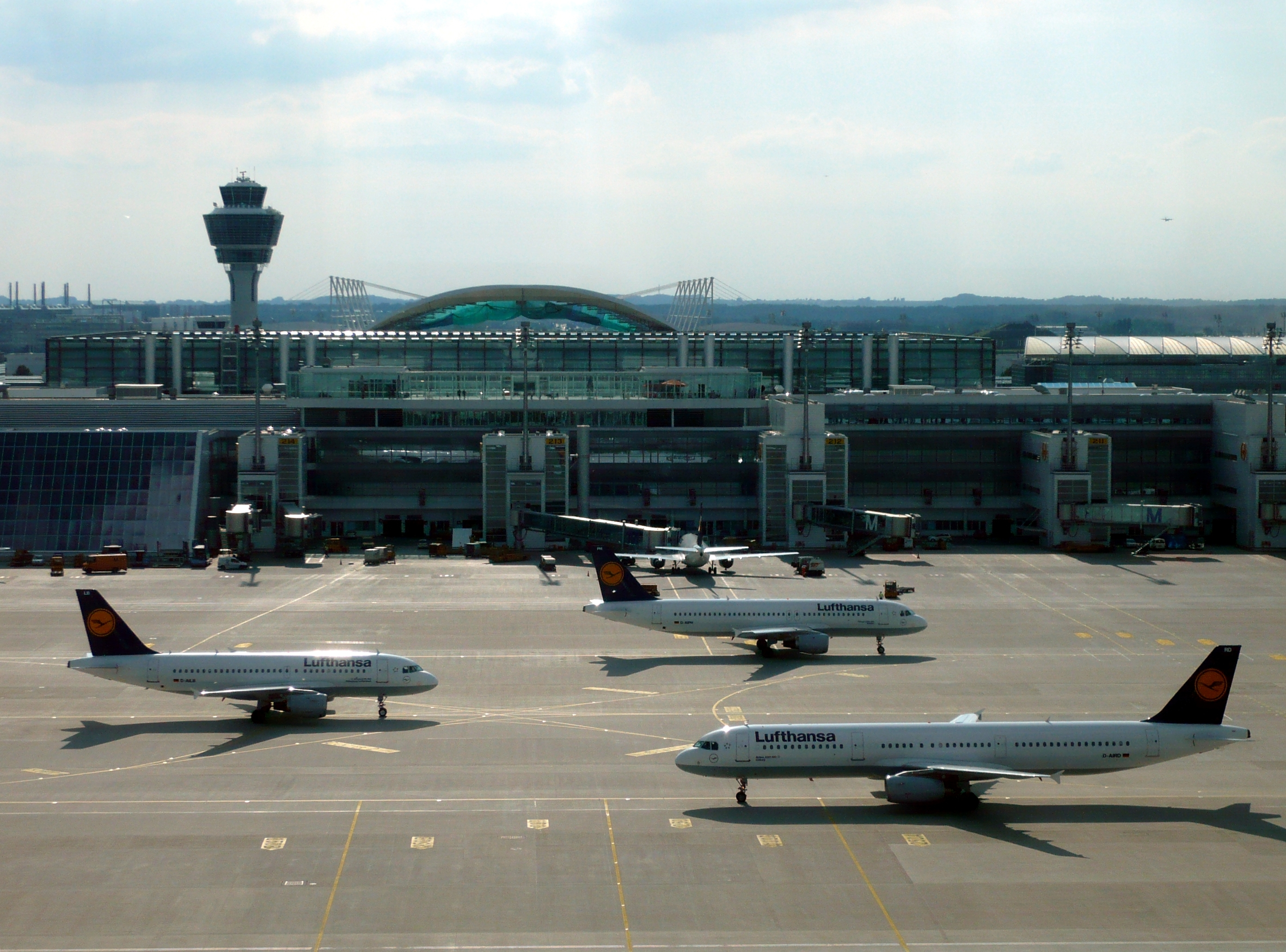
Airbus A319, A320 und A321 der Lufthansa am Flughafen München

Aufbauend auf der A320 wurde in den 1990er-Jahren relativ schnell eine komplette Flugzeugfamilie entwickelt, in der sich alle Versionen die gleichen Grundelemente teilen, jedoch verschiedene Rumpflängen und Passagierkapazitäten aufweisen. Die Endziffern der Typenbezeichnungen wurden aufsteigend analog zur Rumpflänge gewählt: die A318 ist also das Flugzeug mit dem kürzesten und die A321 das mit dem längsten Rumpf. Alle Versionen sind für ETOPS-Flüge mit einer Flugzeit von 180 Minuten zum nächstgelegenen Flughafen zertifiziert und können damit auch Langstreckenflüge über unbewohntem Gebiet durchführen.
Seit Bekanntgabe der A320neo-Versionen (mit einer neuen Triebwerksgeneration) begann Airbus, die Baureihen mit den ursprünglichen, seit Produktionsbeginn verwendeten Triebwerken zur besseren Unterscheidung als A320ceo-Modelle (Current Engine Option, englisch für ‚Aktuelle Triebwerksoption‘) zu bezeichnen.

### A318
Der Airbus A318 ist zusammen mit der im Jahr 2018 übernommenen Bombardier C-Serie (Airbus A220-100), die je nach betrachteten Parametern mal größer und mal kleiner ist, eines der kleinsten Flugzeuge von Airbus.
Allein schon durch das wesentlich höhere Leergewicht und weitere strukturell bedingt deutlich höhere Kosten ist diese Variante wirtschaftlich nicht konkurrenzfähig gegen speziell für diesen Markt entwickelte Flugzeuge wie Embraer-E-Jet, CRJ oder A220. Für Fluggesellschaften, die bereits andere Baureihen der A320-Familie besitzen, bringt dieser Typ aber Vorteile im Bezug auf Schulung und Einsatzflexibilität von Piloten und Mechanikern und wird daher vereinzelt gewählt; die Stückzahlen sind vergleichsweise gering.
Gleiches gilt auch für die 737-600, die kleinste Version der Boeing 737NG. Beide Versionen erhielten bei der Weiterentwicklung (Airbus -neo, Boeing 737 Max) keinen Nachfolger mehr.
Erstkunde Frontier Airlines fand nach seiner vorübergehenden Insolvenz und der daraus resultierenden Umstrukturierung für ihre insgesamt neun A318 keinen Käufer und hat alle Maschinen dieses Typs, die teilweise nur zwei Jahre im Dienst waren, ausgeschlachtet und verschrottet. Die Ersatzteile konnten in den anderen Varianten der A320-Familie weiterverwendet werden.

#### A318-100

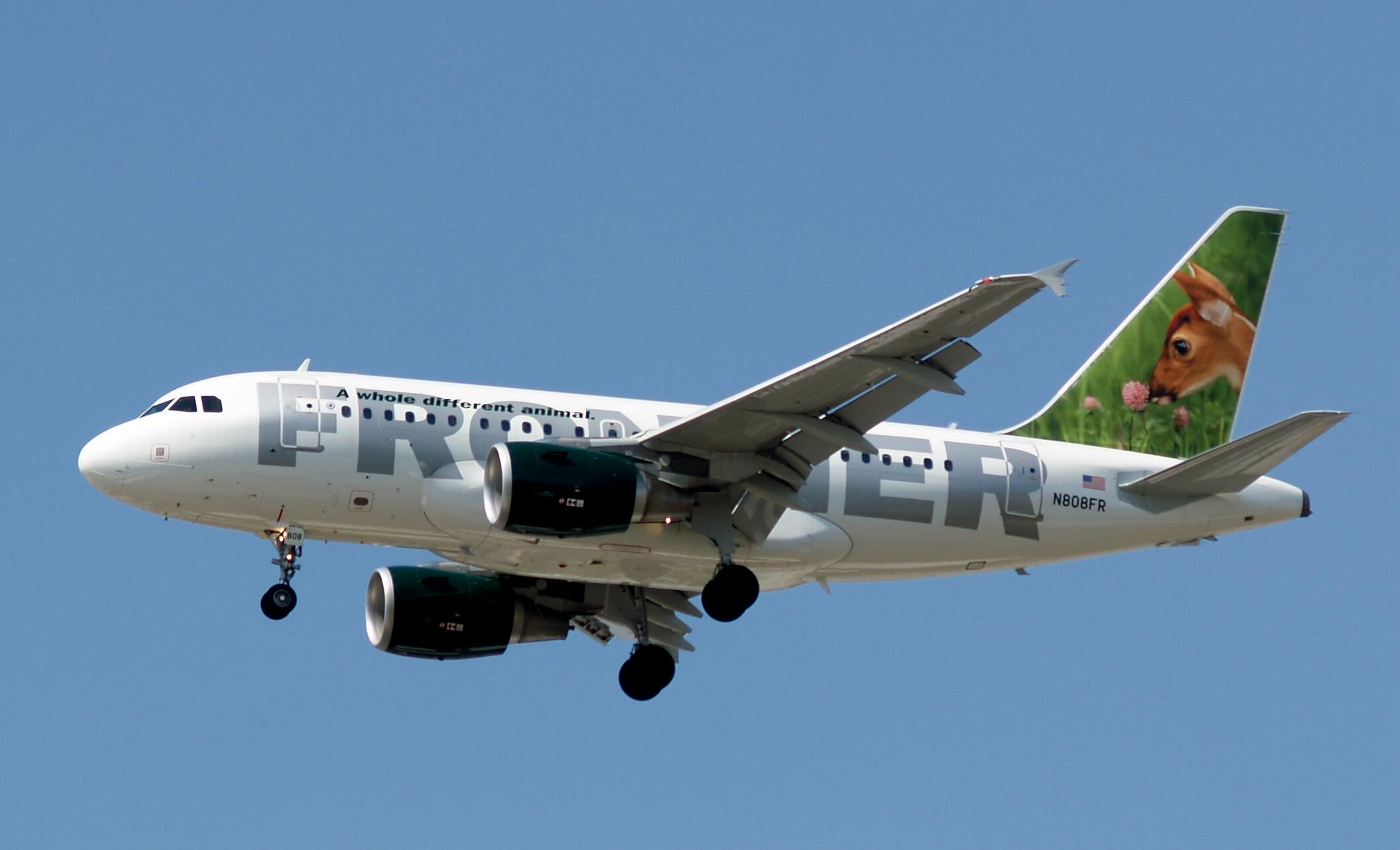
Ein Airbus A318-100 der Frontier Airlines

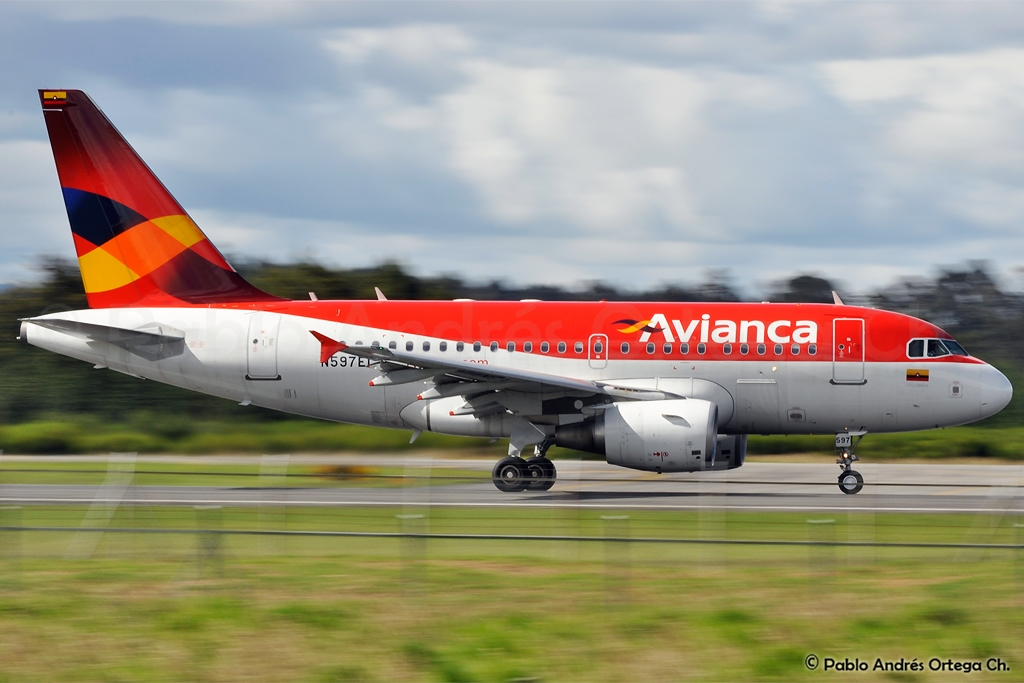
Ein Airbus A318-100 der Avianca

Die A318-100 fasst in einer typischen Zwei-Klassen-Auslegung (2–2-Bestuhlung in der Business- und 3–3-Bestuhlung in der Economy-Class) 107 Passagiere. Bei dichtester Bestuhlung mit nur einer Klasse haben 120 Passagiere Platz. Die Reichweite des Flugzeugs, zusammen mit dessen ETOPS-Zulassung, ermöglicht sogar Transatlantik-Routen, beispielsweise Paris–Boston oder New York–Dublin mit diesem Typ. British Airways nutzte diesen Flugzeugtyp regelmäßig für die Verbindung New York – London (siehe weiter unten).
Ursprünglich wollte Airbus seine Modellpalette mit einer komplett neu entwickelten Flugzeugfamilie mit einer Passagierkapazität um die 100 Fluggäste nach unten hin abrunden. Dieses AE31X genannte Programm sah eine AE316 mit 95 Sitzplätzen und eine verlängerte AE317 vor, die Airbus zusammen mit Alenia und einer neu zu gründenden Firma Airbus Industrie Asia entwickeln wollte. Das internationale Projekt, an dem sich eine chinesische Firma und eine Firma aus Singapur beteiligen wollten, wurde am 3. September 1998 von Airbus wegen der geringen Aussichten auf Erfolg eingestellt.
Unabhängig von diesem Projekt begann Airbus über eine nochmals verkürzte A320 mit dem Namen A319M5 (M5 steht für „minus fünf Rumpfspanten“) nachzudenken. Nachdem das AE31X-Projekt offiziell beendet worden war, wurde das A318-Projekt auf der Farnborough Airshow von 1998 als Alternative gestartet. Bereits vier Jahre später, am 15. Januar 2002, fand der Erstflug statt. Probleme verursachten zunächst die von Pratt & Whitney gelieferten PW-6000-Triebwerke, die nicht die versprochenen Leistungen erbrachten. Aus diesem Grund wählten zunächst einige Kunden die nur durch einen Sonderwunsch der Air France ebenfalls zur Wahl stehenden CFM-Triebwerke, andere bestellten die A318 wieder ab. Eine von MTU Aero Engines mit einem neuen Hochdruckverdichter verbesserte Version des PW6000 befand sich seit Ende 2005 in der Flugerprobung und erhielt 2006 ihre Zulassung. Erstkunde für die A318 mit diesem Triebwerkstyp war LAN Airlines, die 20 Exemplare des Airbus-Typs bestellt hatte und die erste Maschine im Juni 2007 übernahm. Nachträglich hatte LAN Airlines die Bestellung auf 15 Maschinen reduziert, die auch alle übernommen worden sind.
Ein Airbus A318 kostet etwa 71,9 Millionen US-Dollar. Die Entwicklung kostete zwischen 300 und 350 Millionen US-Dollar; sie wurde von Airbus und diversen industriellen Partnern finanziert.
Die A318 ist neben der vom Konkurrenten Bombardier übernommenen A220 als einziges Flugzeug des europäischen Flugzeugbauers für Steilanflüge (Steep Approaches) zugelassen. Dabei beträgt der Gleitpfad (Glidepath) des Instrumentenlandesystems bis zu 5,5° anstatt der allgemein gebräuchlichen 3°. Steep Approaches sind einerseits auf Flugplätzen mit schwieriger Umgebung, beispielsweise in Gebirgslagen, notwendig, aber auch zum Zwecke des Lärmschutzes, beispielsweise in der Nähe von Stadtzentren. Um einer Geschwindigkeitszunahme entgegenzuwirken, die durch den steileren Sinkflug entstünde, werden in der gesamten Sinkflugphase die Störklappen ausgefahren. Die A318 ist damit, zusammen mit der A220, das zurzeit größte Verkehrsflugzeug der Welt, welches für ILS-Anflüge mit einem so steilen Anflug zugelassen wurde.
Der sogenannte „Baby-Bus“ ist bei Air France, British Airways, Avianca (übernommen von Mexicana), Avianca Brazil (übernommen von LAN Airlines) und TAROM im Einsatz. Im Gegensatz zum Rest der Single-Aisle-Familie ist dieses Flugzeug auch mit einem zivilen Triebwerk von Pratt&Whitney, dem PW6000 gebaut worden. Dieses Triebwerk wurde bei MTU in Hannover endmontiert. Die Triebwerksgondel stammt bei diesem Triebwerk nicht von Goodrich, sondern von Aircelle. Diese Linie wurde aber Anfang 2009 eingestellt; die letzte Maschine mit diesem Triebwerkstyp war eine Maschine der chilenischen Fluggesellschaft LAN.
Eine Besonderheit in der Nutzung stellte der Einsatz zweier British Airways A318 auf einer Langstreckenverbindung über den Atlantik dar. Ab dem 29. September 2009 setzte die Fluggesellschaft dieses Muster auf reinen Business-Class-Flügen nach New York ein. Auf dem Flug vom London City Airport zum John F. Kennedy International Airport wurde auf dem Flughafen Shannon ein Zwischenstopp zum Auftanken eingelegt, da die A318 auf der kurzen Piste des London City Airports nicht vollgetankt starten konnte. Der Rückflug erfolgte nonstop. Die Flüge wurden mit den Flugnummern BA0001 bis BA0004 durchgeführt, die Flugzeit betrug bei einer Flugdistanz von ca. 5600 km je nach Richtung 9:30 h bzw. 7:20 h. Der erste der beiden Airbus A318 wurde bereits 2017 ausgeflottet, Ende Juli 2020 teilte British Airways mit, dass auch die zweite Maschine dieses Typs die Flotte verlässt und die Flüge nicht wieder aufgenommen werden.
Die vorerst letzte von nur 79 bestellten Maschinen wurde im Februar 2013 als Businessjet ausgeliefert. Mittlerweile gibt es mit dem Airbus A220 einen direkten Konkurrenten aus dem eigenen Haus, der bei einer vergleichbaren Passagierkapazität nicht nur technisch moderner und wirtschaftlicher, sondern auch um 30 Prozent günstiger in der Anschaffung ist. Der geringe Verkaufserfolg des A318 entspricht jenem des direkten Konkurrenten, der Boeing 737-600, deren Produktion mangels Bestellungen nach der Herstellung von 69 Maschinen bereits 2006 endete.

#### ACJ318

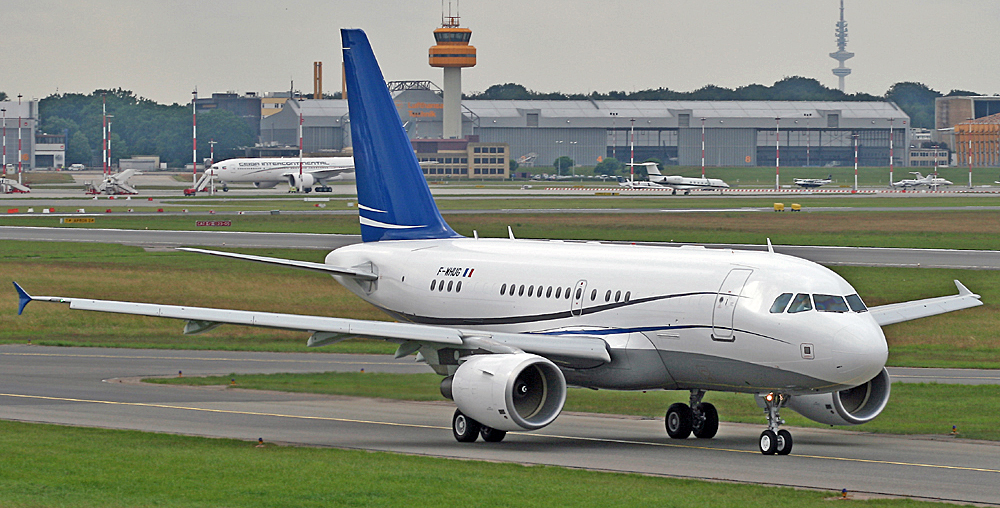
Ein privater Airbus A318 Elite auf dem Weg zur Rollhalteposition auf dem Flughafen Hamburg-Fuhlsbüttel

Im November 2005 stellte Airbus die modifizierte ACJ318 (früher A318 Elite) als weiteres Mitglied der Airbus-Corporate-Jets-Familie vor, einer Modellreihe von besonders luxuriös ausgestatteten VIP-Versionen verschiedener Airbus-Typen.
Diese Variante wird nicht mehr verkauft.

### A319

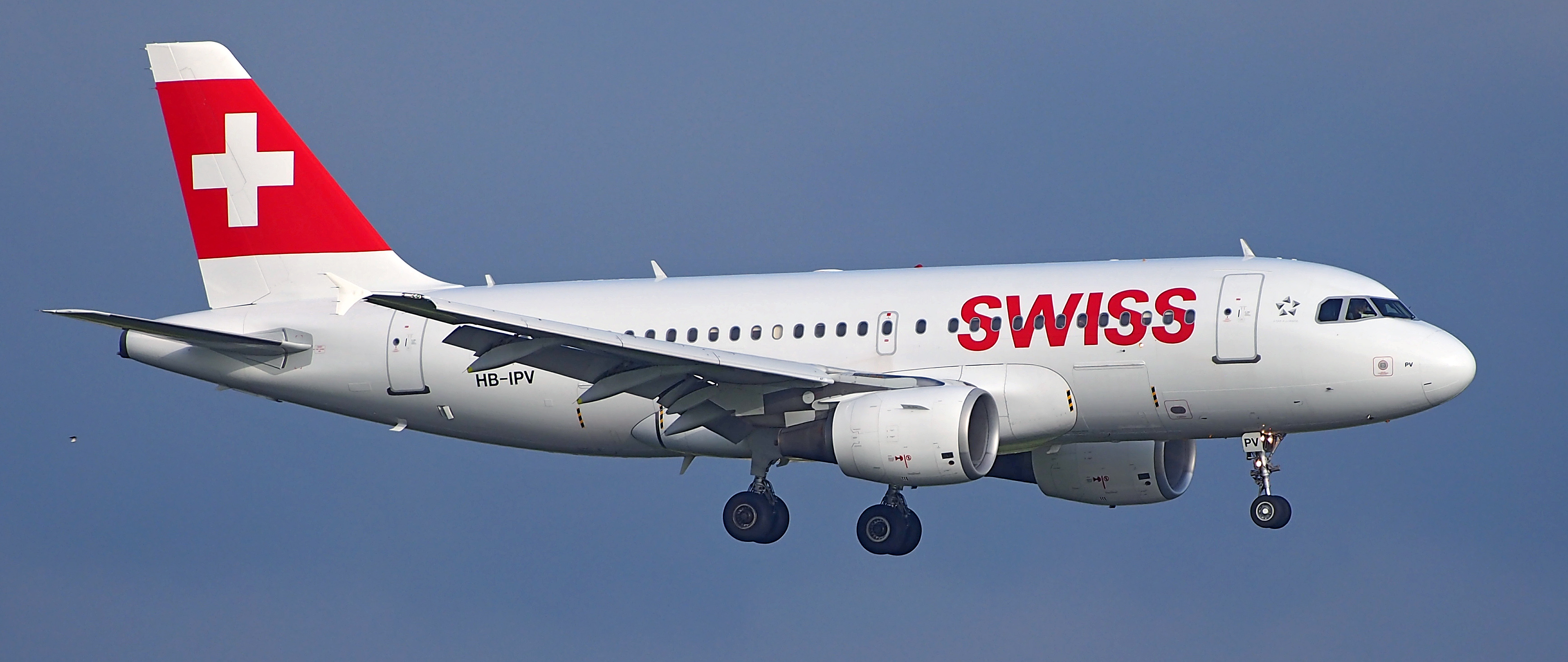
Ein Airbus A319-100 der Swiss

Die A319 ist der zweitkleinste Flugzeugtyp in der A320-Familie.

#### A319-100
In einer typischen 2–2-Bestuhlung in der Business-Class und 3–3-Bestuhlung in der Economy Class fasst die A319-Kabine 124 Passagiere. Bei dichtester Bestuhlung konnten ursprünglich 150 Passagiere mitreisen. Seit einem Großauftrag der Fluggesellschaft Easyjet, die eine höhere Sitzzahl forderte, wird die A319 auch mit vier Notausgängen über den Tragflächen gebaut, so dass in einer Ein-Klassen-Konfiguration maximal 156 Plätze möglich sind.
Das A319-Programm wurde 1993 aufgelegt, der Erstflug fand bereits am 25. August 1995 von Hamburg-Finkenwerder aus statt. Ein neuer Airbus A319-100 kostet offiziell ungefähr 88,6 Millionen US-Dollar, etwa 275 Millionen US-Dollar musste Airbus für die Entwicklung aufbringen.

#### ACJ319

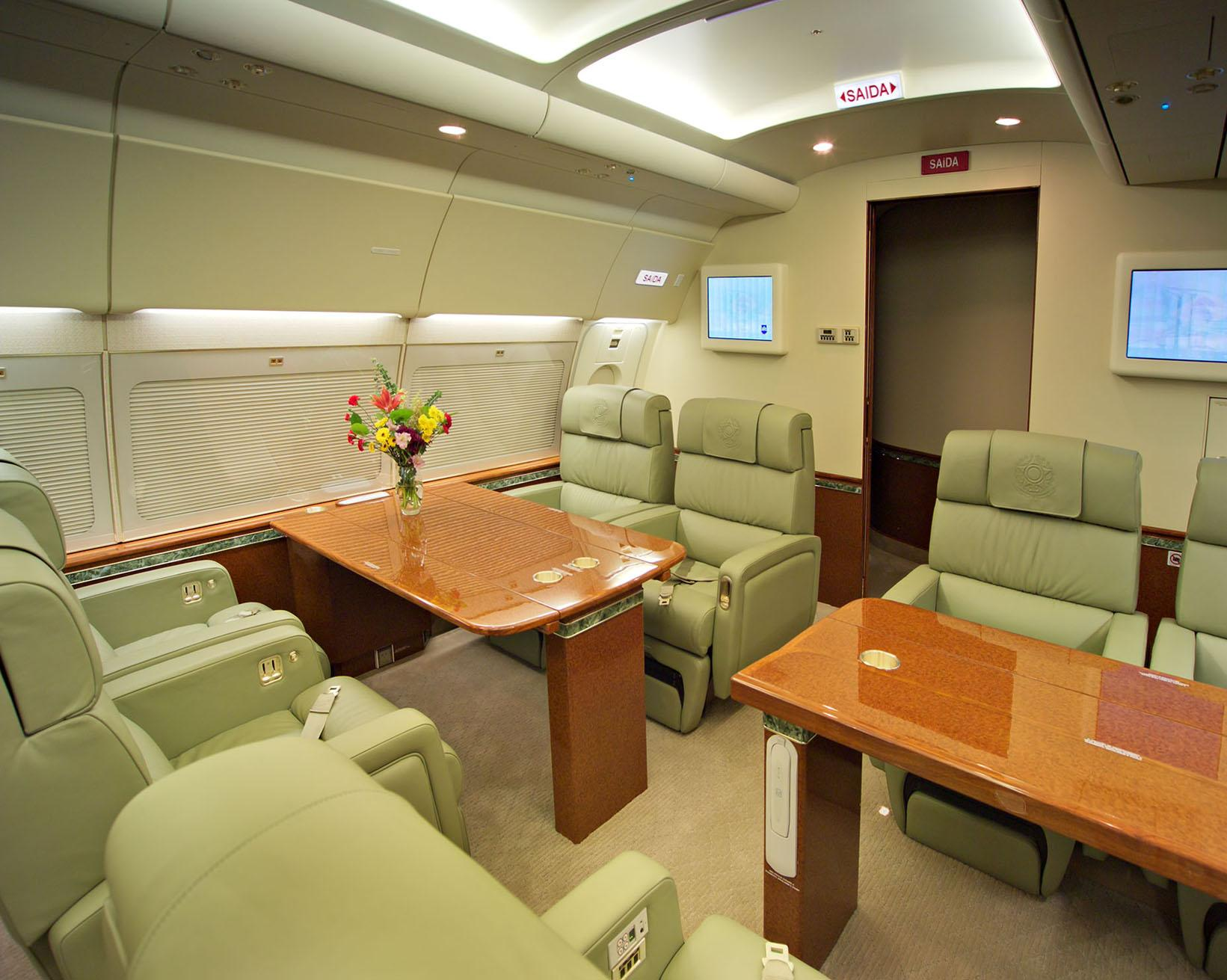
Kabine einer ACJ319

Die ACJ319 (ehemals A319CJ bzw. ACJ) der Airbus-Corporate-Jets-Familie, ist ein ursprünglich auf dem Airbus A319 basierendes Geschäftsreiseflugzeug.
Die Konzeption des Basismodells wurde beibehalten. Durch Veränderungen im Frachtraum ist der Einbau von Zusatztanks möglich. Dies erhöht die Reichweite auf bis zu 11.100 km bei elf Passagieren. Für mehr Frachtraum können Tanks wahlweise wieder ausgebaut werden. Die ACJ319 wird häufig als Firmenshuttle („Corporate Shuttle“) genutzt. So ließ etwa die ehemals zu DaimlerChrysler gehörende Fluggesellschaft DC Aviation ein Exemplar in einer reinen Business-Class-Bestuhlung zwischen den beiden Zentralen Stuttgart und Detroit pendeln. Die Regierungen Italiens, Tschechiens, Brasiliens und Deutschlands haben ACJs als VIP-Flugzeug in ihren Diensten. Auch private Kunden nutzen diese Version. Die Innenausstattung kann entweder nach von Airbus angebotenen Varianten gewählt oder von Firmen wie Lufthansa Technik nach individuellen Wünschen gestaltet werden. Als Konkurrenz gelten vor allem der Boeing Business Jet sowie die Langstreckentypen von Bombardier, Gulfstream und Dassault, die ein deutlich geringeres Raumangebot haben, aber eine höhere Reisegeschwindigkeit erreichen. Die ACJ319 hat eine Zertifizierung für 180-Minuten-ETOPS-Flüge.
Diese Variante wird nicht mehr verkauft.

#### A319LR

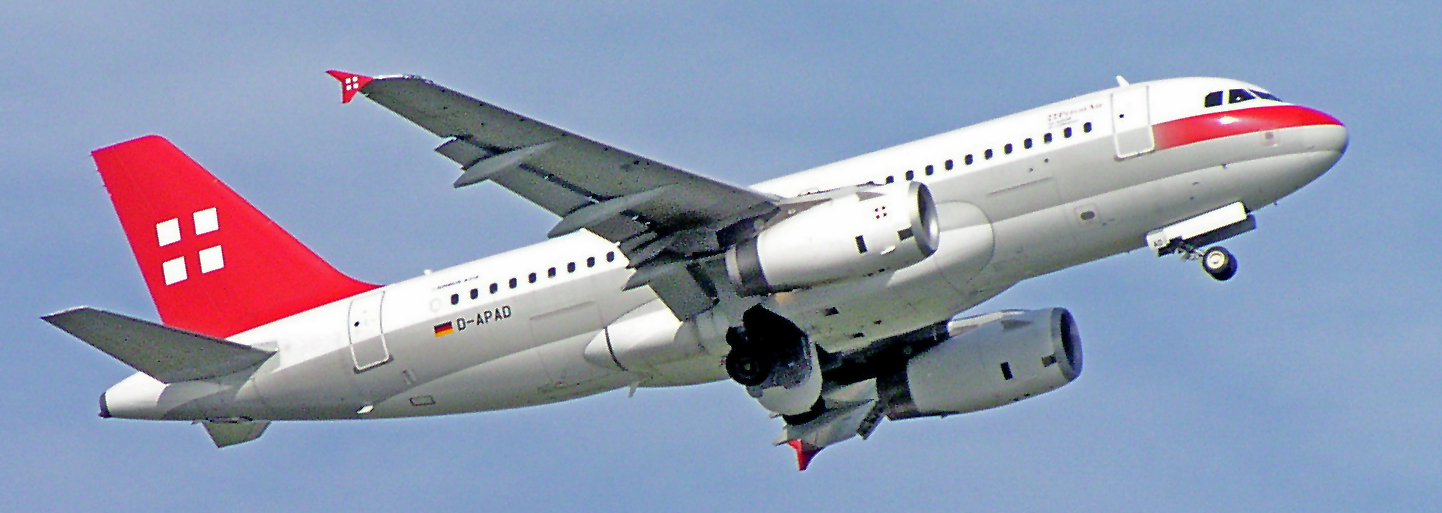
Ein Airbus A319LR der Privatair

Diese Version hat einige Ähnlichkeiten mit der ACJ319 und wurde auf deren Basis entwickelt. Mit der A319LR (Long Range – hohe Reichweite) sind Langstreckenflüge mit interkontinentaler Reichweite möglich. Der Unterschied zum ACJ besteht hauptsächlich darin, dass die A319LR lediglich vier anstatt sechs Zusatztanks hat. Die typische Reichweite liegt bei Konfiguration mit 48 Passagieren bei 8250 km, dieses ist die zweithöchste Reichweite in der A320-Familie.
Einsatzbeispiel: Im Auftrag der Lufthansa benutzte PrivatAir diesen Flugzeugtyp, etwa um ausschließlich Business-Class-Flüge zwischen Düsseldorf und Chicago oder New York sowie zwischen Frankfurt am Main und New York oder Pune (Indien) durchzuführen. Qatar Airways nutzte A319LRs mit einer Konfiguration für 110 Passagiere unter anderem auf der Strecke zwischen Doha und Berlin, Doha und Stuttgart sowie Doha und Kopenhagen.
Die bisher einzige direkte Konkurrentin zur A319LR ist die Boeing 737-700ER.

#### A319 MPA
Airbus hat verschiedenen Marinen die Entwicklung eines Seefernaufklärers auf Basis der A319 oder der größeren A320 angeboten. Konkret wurden diese Gedankenspiele allerdings nur im Fall einer Ausschreibung der indischen Marine, der eine A319 MPA angeboten wurde. Die aerodynamische Struktur des Flugzeugs wäre dabei nicht verändert worden. Unter den Tragflächen wären allerdings vier Halterungen für Seezielflugkörper und Torpedos angebracht worden, und ein interner Waffenschacht wäre im Heck eingebaut worden. Unter dem vorderen Rumpf wäre zudem ein Seeüberwachungsradar sowie elektro-optische Sensoren verbaut worden, während an der Oberkante der Heckflosse ein Magnetanomaliedetektor (MAD) zur Ortung von U-Booten montiert worden wäre. Weitere Spezialausrüstung wäre militärische Funkausstattung, ein Selbstschutzsystem sowie ein HUD gewesen. Die indische Marine entschied sich letztlich aber für die Boeing P-8. Eine Neuauflage dieser Idee propagiert Airbus wieder im Zusammenhang mit dem bald nötigen Ersatz der Atlantic 2 in Frankreich und P-3 Orion im europäischen Raum, die gegen 2030 durch neue Seeaufklärer/U-Bootjäger ersetzt werden müssen. Allerdings entschied sich auch die Deutsche Marine für die Beschaffung der Boeing P-8.

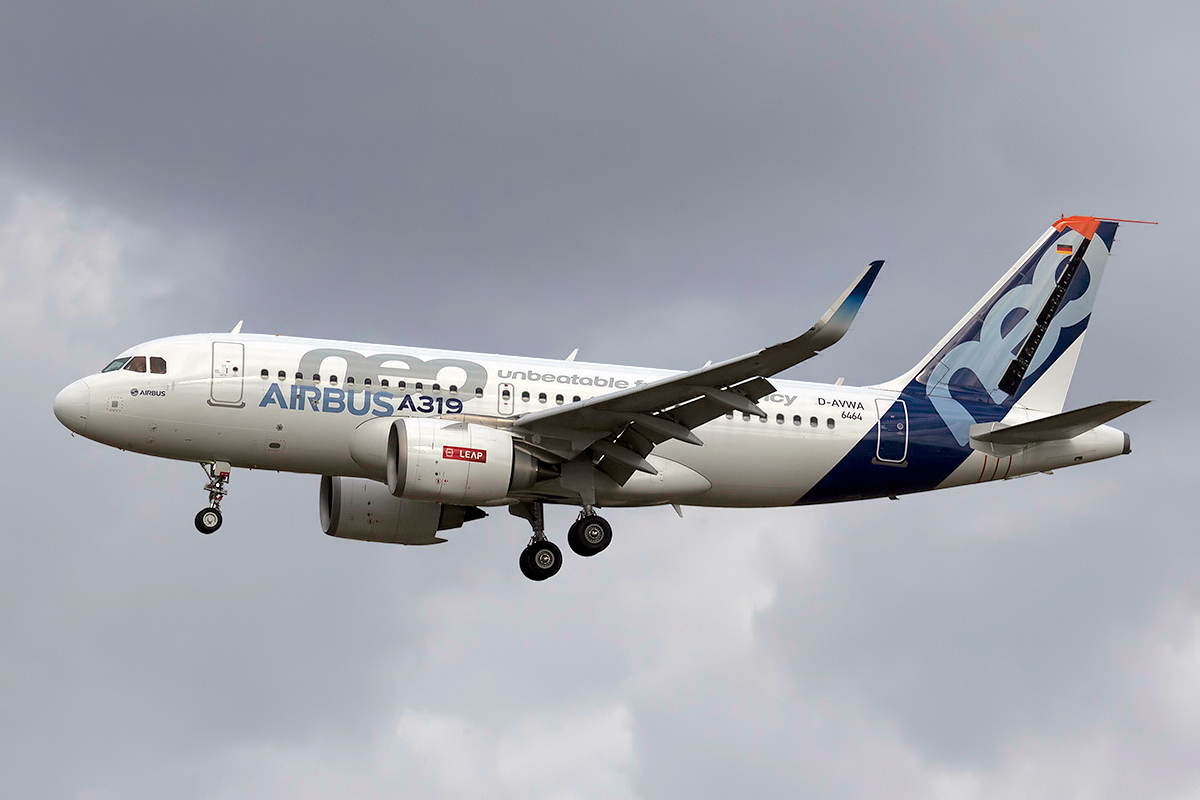
A319neo

#### A319neo
Der Airbus A319neo als kleinstes Mitglied der Familie wird von den neuen Triebwerken profitieren. Allein durch deren geringeren Treibstoffverbrauch kann eine größere Reichweite oder alternativ eine höhere Nutzlast erreicht werden. Die Vorteile infolge der Modernisierung sind bei der A319neo jedoch geringer als bei den Schwester- oder Konkurrenzbaureihen wie der neuentwickelten Airbus A220, die deutliche Effizienzvorteile aufweist. Dies schlägt sich in weniger Bestellungen als bei den anderen Versionen nieder. Der Erstflug erfolgte am 30. März 2017, die erste Auslieferung (ACJ319neo) im August 2019 an K5 Aviation.

#### ACJ319neo
Die ACJ319neo der Airbus-Corporate-Jets-Familie basiert auf der A319neo und ist für 8 Passagiere und eine Reichweite von 6.750 NM/12.501 km bzw. 15 Stunden zertifiziert.

#### A319 als Beobachtungsplattform für Open Skies
Zur Wahrnehmung der im Vertrages über den Offenen Himmel eingeräumten Rechte beschaffte die deutsche Luftwaffe ein Exemplar der Beobachtungsplattform, die bei der Luftwaffe intern als OH („Offener Himmel“) bezeichnet wird. Es handelt sich dabei um eine von Lufthansa Technik umgerüstete ACJ319, deren Beschaffung 2013 beschlossen wurde. Die Zertifizierung soll Ende 2022 abgeschlossen sein, wonach das Flugzeug auch anderen Vertragsstaaten zur Verfügung stehen soll. Das Flugzeug dient indirekt als Ersatz für die 1997 bei einer Kollision vor Namibia abgestürzte Tupolew Tu-154M Open Skies.

### A320
Im Basismodell A320 finden maximal 180 Passagiere Platz. In einer typischen Zwei-Klassen-Auslegung (2–2-Bestuhlung in der Business-Class und 3–3-Bestuhlung in der Economy-Class) passen 150 Passagiere in die Kabine. Im Laderaum können sieben AKH-Container verstaut werden, drei im vorderen Teil, vier im hinteren. Der Kerosinverbrauch beträgt etwa 2700 Liter pro Stunde.

#### A320-100

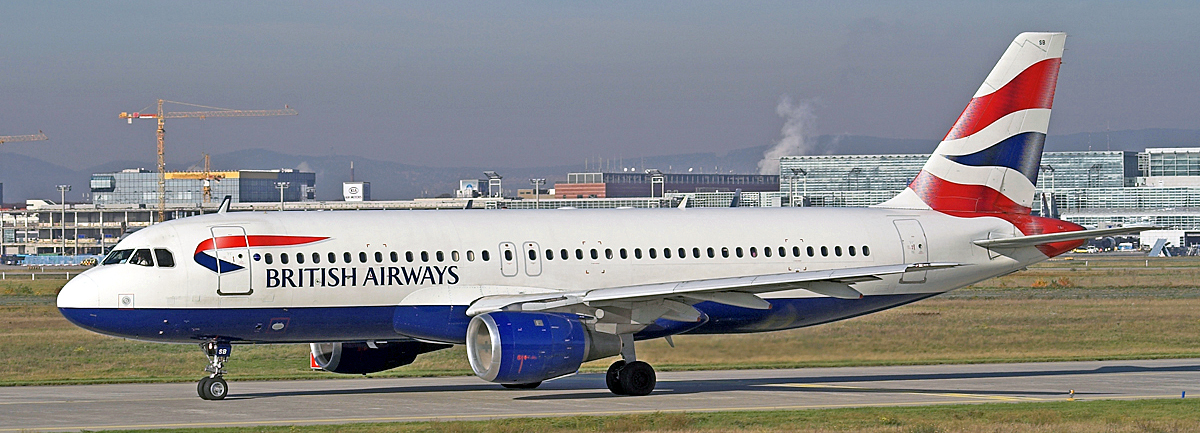
Ein Airbus A320-100, erste Serie, der British Airways

Das A320-Programm wurde 1982 initiiert, der Erstflug fand am 22. Februar 1987 statt. Im darauffolgenden Jahr erhielt das Flugzeug seine Zulassung, und bereits im März 1988 wurde die erste A320 an die französische Fluggesellschaft Air France ausgeliefert. Von der 100er Version wurden nur 21 Exemplare produziert, die neben Air France nur an Air Inter und British Airways ausgeliefert wurden. Diese Version hatte noch keine „Wingtip Fences“ und kleinere Kraftstofftanks sowie ein geringeres Abfluggewicht als die späteren A320-200. Wegen der schlechteren Leistungsdaten sowie ihres Alters (die letzte A320-100 wurde im Februar 1989 ausgeliefert) flottete British Airways ihre letzten fünf Exemplare 2007 aus, woraufhin die Maschinen verschrottet wurden. Letzter Betreiber der 100er-Variante war Air France, die jedoch im Juli 2010 auch ihr letztes Exemplar ausgemustert hat. Der in Airbus-Besitz befindliche A320-Prototyp wurde ursprünglich ebenfalls als A320-100 gebaut, wenig später jedoch auf den 200er-Standard umgerüstet. Er ist die einzige erhaltene Maschine der Baureihe A320-100.

#### A320-200

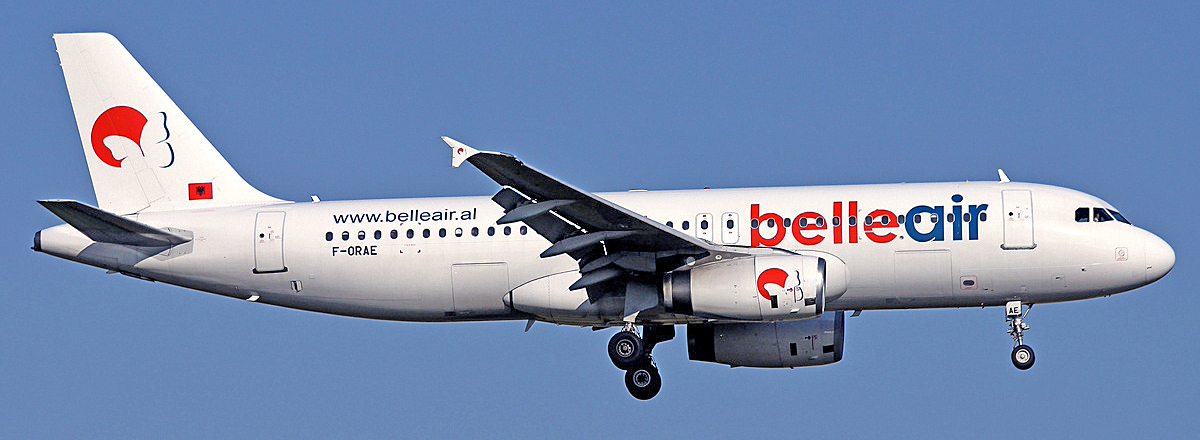
Ein Airbus A320-200 der Belle Air

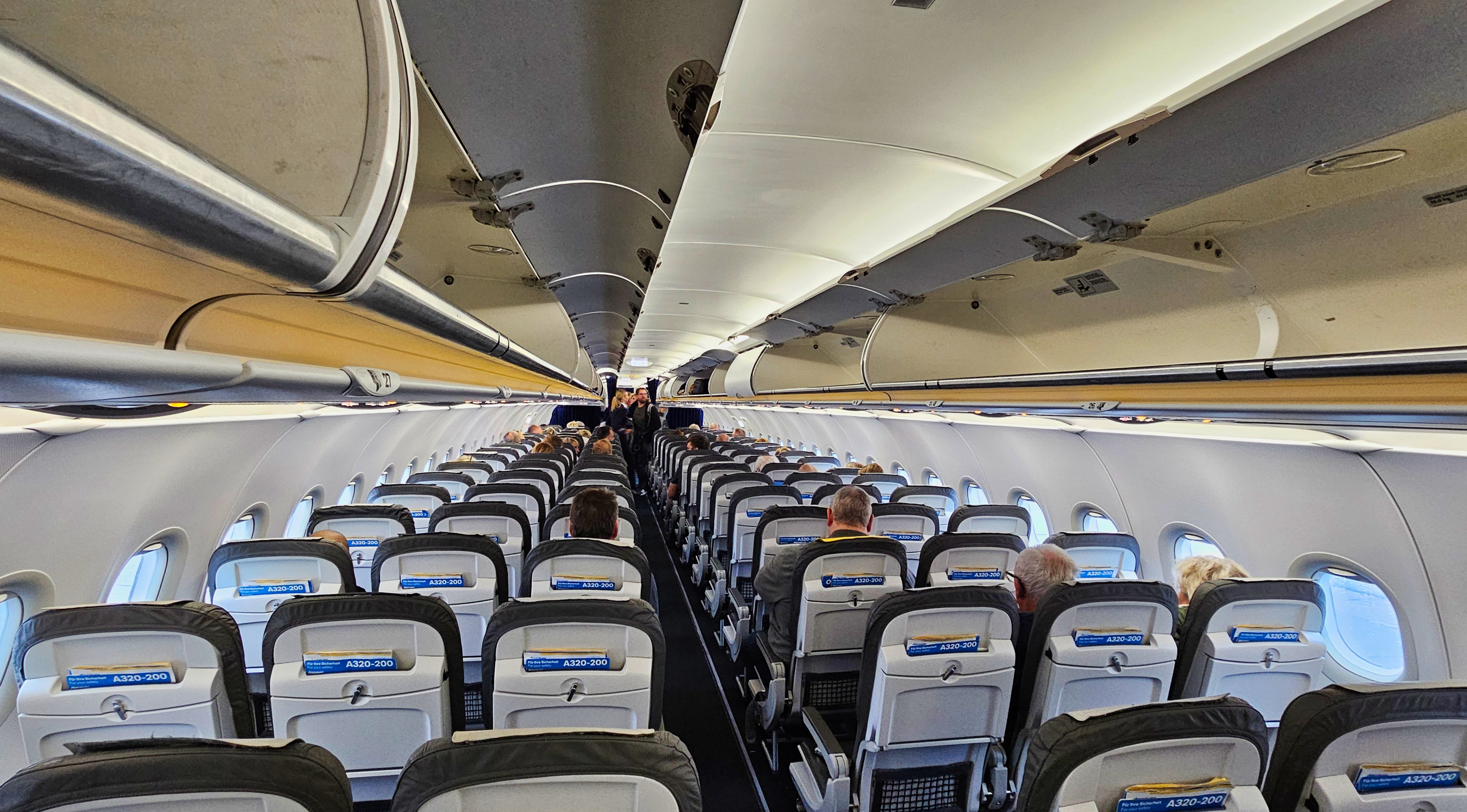
Innen im Airbus A320-200

Bereits kurz nach der Einführung der A320-100 wurde diese Version schon wieder eingestellt und durch die 200er-Variante ersetzt. Die A320-200 hat zusätzlich sogenannte Wingtip Fences, eine größere Reichweite und ein höheres maximales Abfluggewicht als der A320-100. Die 200er-Version wurde mit den CFM-56-Triebwerken im November 1988 zugelassen. Der Erstflug einer A320-200 mit IAE-V2500-Triebwerken fand am 28. Juli 1988 statt, die Zertifizierung am 20. April 1989. Im Mai 1989 wurde das erste Flugzeug an Adria Airways ausgeliefert.
Die A320-200 entwickelte sich rasch zu einer ernst zu nehmenden direkten Konkurrenz zu der etwa gleich großen Boeing 737-400 und verkauft sich heute auch besser als die seit 1998 erhältliche 737-800. Die A320-200 kostet etwa 93,9 Millionen US-Dollar.
Anfang 2012 lieferte Airbus die 5000ste A320 an die staatliche libanesische Middle East Airlines aus.

#### ACJ320
Im November 2005 stellte Airbus zusammen mit der ACJ318 die ACJ320 (damals A320 Prestige) als weiteres Mitglied der Airbus-Corporate-Jet-Reihe besonders geräumiger und luxuriöser Geschäftsflugzeuge vor.
Diese Variante wird nicht mehr verkauft.

#### A320/A320neo
Am 17. März 2014 wurde mit dem Bau des ersten Prototyps des Airbus A320neo in der Endmontagelinie im Airbus-Werk in Toulouse begonnen, der Rollout fand am 1. Juli 2014 statt. Am 25. September 2014 hob die erste A320neo mit PW1100G-Triebwerken in Toulouse zu ihrem Erstflug ab. Der Erstflug einer A320neo mit CFM LEAP-Triebwerken folgte am 19. Mai 2015. Am 24. November 2015 erhielt die A320neo mit den PW1100G-Triebwerken die Betriebsgenehmigung der Europäischen Agentur für Flugsicherheit sowie der Federal Aviation Administration, die Variante mit den CFM LEAP-Triebwerken am 31. Mai 2016.
Die Auslieferung an den Erstkunden Qatar Airways hätte im vierten Quartal 2015 erfolgen sollen, wurde jedoch von Qatar Airways auf Grund von Einschränkungen mit dem PW1100G-Triebwerk vorerst zurückgewiesen. Stattdessen sollte die Maschine am 22. Dezember an die Lufthansa ausgeliefert werden, dieser Termin wurde jedoch verschoben. Die erste Auslieferung an die Lufthansa fand schließlich am 20. Januar 2016 statt. Der erste kommerzielle Einsatz erfolgte am 25. Januar als Flug LH100 auf der Strecke von Frankfurt nach München.
Die Erstauslieferung einer A320neo mit CFM LEAP-Triebwerken ging am 19. Juli 2016 an Pegasus Airlines.
Seit November 2017 ist als Option oder zum Nachrüsten ein „SHARP-Kit“ (SHort AiRfield Performance) verfügbar. Erste Nutznießer waren die brasilianischen Airlines Avianca und Azul, welche ihre A320neo am Flughafen Rio de Janeiro–Santos Dumont, dessen Hauptstartbahn lediglich 1323 m lang ist, einsetzen.
Im Januar 2025 beantragte der britische Flughafen London-City die Zulassung des A320neo am Standort. Hierfür soll ein alternatives Anflugverfahren genutzt werden, welches den bisher dort vorgeschriebenen Steilanflug ersetzen würde.

#### ACJ320neo
Die ACJ320neo der Airbus-Corporate-Jets-Familie basiert auf der A320neo und ist für 25 Passagiere und eine Reichweite von 6.000 NM/11.112 km bzw. 13 Stunden zertifiziert.

### A321

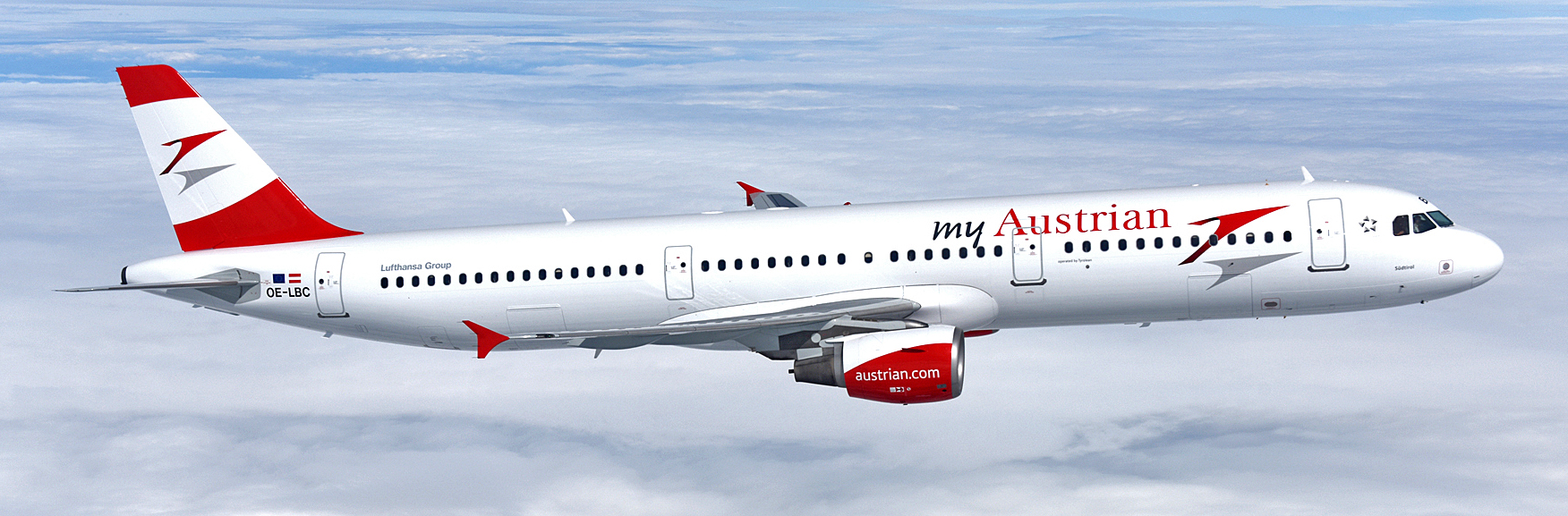
Ein Airbus A321-100 der Austrian Airlines

Bei einer typischen Zwei-Klassen-Auslegung (2–2-Bestuhlung in der Business-Class und 3–3-Bestuhlung in der Economy Class) bietet die Kabine der A321 186 Passagieren Platz. Bei einer engeren Ein-Klassen-Bestuhlung (durchgehende 3–3-Bestuhlung) ist das Flugzeug für bis zu 220 Passagiere geeignet. Damit steht die A321 in Konkurrenz zur größten Version der Boeing-737-Flugzeugfamilie, der 737-900ER, die für maximal 219 Passagiere zugelassen ist. Auch die Boeing 757-200 lag im gleichen Kapazitätsbereich – bei größerer Reichweite. Deren Produktion wurde im April 2005 eingestellt.
Bedingt durch das höhere Abfluggewicht und das Rotationslimit durch den verlängerten Rumpf (Vermeidung von Tailstrike) musste für die A321 ein neues Hinterkantenklappensystem entwickelt werden. Die Einfachspaltklappe der A320 wurde deshalb durch eine Doppelspaltklappe mit Hilfsklappe (Flap-Tab) ersetzt. Sie ist damit der einzige Typ von Airbus mit Doppelspaltklappe. Zusätzlich zum erhöhten Gewicht benötigt die A321 aufgrund des daraus resultierenden höheren Widerstands schubstärkere Triebwerke als die A320.
Da die maximale Passagierzahl auf 220 gesteigert wurde, befinden sich rechts und links jeweils vor und hinter den Tragflächen insgesamt vier Nottüren, die wesentlich größer als die Notfenster bei den anderen Versionen sind.
Ende Februar 2009 lieferte Airbus die 500. A321 an Air France aus. Der 1784. und letzte A321ceo wurde im Dezember 2021 an Delta Air Lines ausgeliefert.

#### A321-100
Das A321-Programm wurde 1989 mit der ersten Version A321-100 begonnen. Der Erstflug fand im März 1993 statt. Im Dezember desselben Jahres erhielt das Flugzeug seine Zulassung in Europa. Es war vor allem für Linienfluggesellschaften wie Alitalia und Lufthansa konzipiert, die europäische Großstädte miteinander verbinden. Bei den Charterfluggesellschaften, die von Mitteleuropa zu den Kanaren fliegen wollen und US-amerikanischen Gesellschaften, denen oft wichtig ist, dass ein Flugzeug ohne Zwischenlandung von der Ost- zur Westküste fliegen kann, bestand daher wenig Interesse am Airbus A321-100. Airbus legte deshalb schnell eine Version mit verlängerter Reichweite nach. Bis zur Betriebsunterbrechung im November 2020 waren die ersten beiden Prototypen des A321 noch im Betrieb bei Onur Air. Im Juni 2022 stellte Onur Air ihren Betrieb ein.

#### A321-200
Die Entwicklung der Variante A321-200 begann 1995, der Erstflug erfolgte 1996. Bei ihr wurde die Reichweite durch Zusatztanks auf 5500 km erhöht und andere kleine Modifizierungen vorgenommen. Seit Mai 2002 sind alle ausgelieferten A321 vom Typ -200.

#### ACJ321
Auf Basis der A321-200 bot Airbus die ACJ321 (früher A321 CJ) als weiteres Mitglied der Airbus-Corporate-Jets-Geschäftsreiseflugzeuge an.
Diese Variante wird nicht mehr verkauft.

#### A321neo

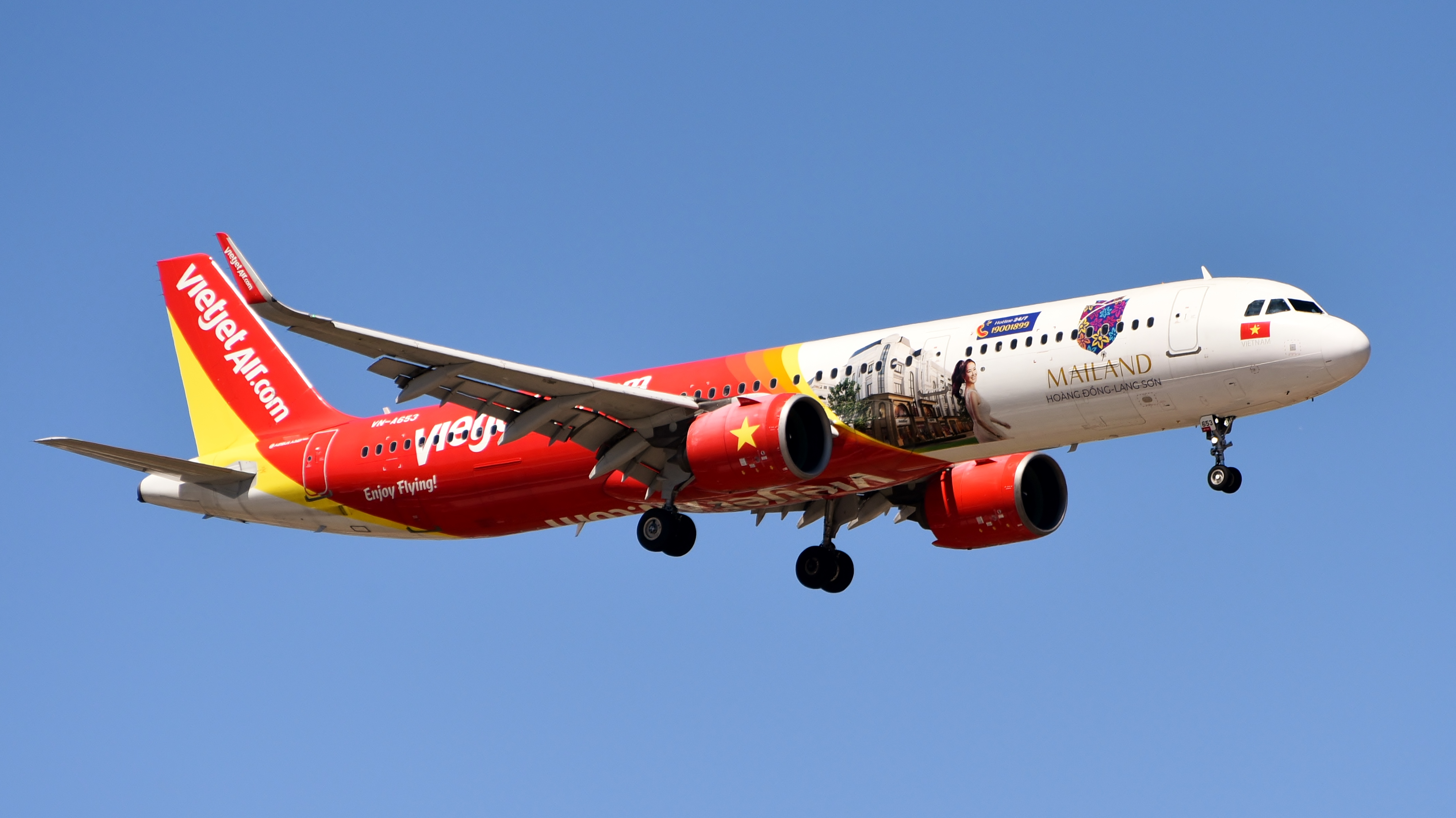
Prototyp des Airbus A321neo

Der Airbus A321neo teilt dieselben Neuerungen mit den anderen beiden neo-Versionen. Der Erstflug fand am 9. Februar 2016 statt, die erste Maschine wurde am 19. April 2017 an Virgin America ausgeliefert. Während die ersten ausgelieferten Maschinen mit einem identischen Kabinenlayout ausgeliefert worden sind, wie bei der A321ceo, führte Airbus ab 2018 eine zusätzliche Layoutvariante ein, welche als Airbus Cabin-Flex (ACF) bezeichnet wird. Mit dieser ACF-Option wurde ein verändertes Layout von Rumpf und Kabine verfügbar, um die Passagierkapazität von bisher 220 auf bis zu 244  in der A321 zu erhöhen. Dieses neue Layout war bei der A321neo zunächst optional, wurde kurz nach der Einführung zum Standard für alle A321neo. Für die höhere Passagierkapazität sind eine effizientere Nutzung des verfügbaren Platzes und zusätzliche Notausgänge notwendig, sind aber modular nutzbar, wodurch für die nachgeschobenen Langstreckenvarianten (mit normalerweise weniger Sitzplätzen) nicht benötigte Türen entfallen und eine freiere Aufteilung des Innenraums ermöglichen.
Das alte Layout hatte die Türen 1 und 2 vor und die Türen 3 und 4 hinter den Tragflächen. Von diesen entfällt Tür 2 vor den Tragflächen, über den Tragflächen gibt es zusätzlich zwei Notausgänge, Tür 3 wird um vier Spanten nach hinten versetzt. Alle fünf Öffnungen pro Seite sind im Rumpf immer vorhanden, dieser ist also einheitlich und unabhängig von der Anzahl der benötigten Ausgänge. Je nach Bedarf an Notausgängen werden Türen oder „Blinddeckel“ montiert. Die Innenverkleidungselemente vor einer genutzten Tür bzw. einem Blinddeckel sind austauschbar und voll integriert in die angrenzenden normalen Wandelemente, sodass bei einem Blinddeckel von innen die dahinter verborgene verschlossene Öffnung nicht zu erkennen ist. Bei voller Bestückung mit jeweils drei Türen und zwei Notausgängen pro Seite sind 244 Passagiere zugelassen, drei Türen und ein Notausgang oder zwei Türen und zwei Notausgänge lassen 195 Passagiere zu, zwei Türen und ein Notausgang ermöglichen 165 Passagiere.
Die Kabine kann mit bis zu fünf Toiletten ausgestattet werden, zumindest bei hochdichter Bestuhlung können die hinteren Toiletten von vor den Türen 4 nach hinten neben den verkleinerten hinteren Galley-Bereich verlagert werden. Der ehemalige Platz der Toiletten vor den Türen wird frei für Sitzreihen, allerdings ohne Fenster.
Die erste Auslieferung eines A321neo mit ACF-Option erfolgte im Juli 2018 an Turkish Airlines.
Unter dem Namen Space-Flex wurde bereits 2015 ein ähnliches oder das gleiche Konzept in einem A320 an Vueling ausgeliefert und Unterlagen der Firma Safran legen nahe, dass das Konzept für alle Neos eingesetzt werden soll.
2020 lieferte Airbus das 10.000ste A320-Familie-Flugzeug, eine A321neo, an die staatliche libanesische Middle East Airlines aus.
Obwohl die ACF-Variante der neue Standard bei der A321neo ist, ist die alte Variante weiterhin bestellbar. Beispielsweise erhielt ANA noch im September 2021 neubestellte A321neo mit dem alten Layout.

#### A321LR

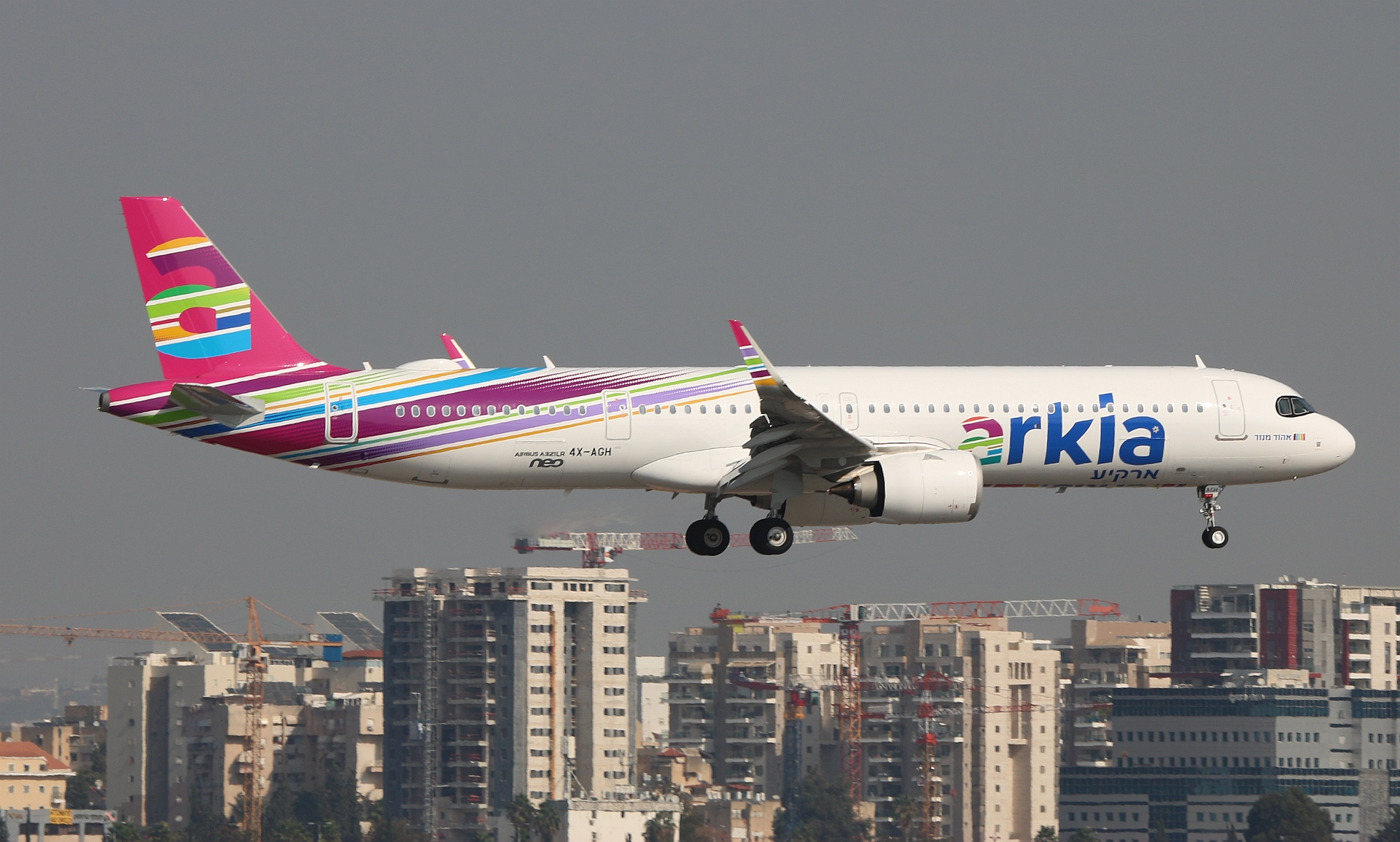
A321LR der Arkia Israeli Airlines – beachtenswert ist die Cabin-Flex-Auslegung ohne die zweite Tür vor den Tragflächen und den stattdessen hinzugefügten zwei Notausstiegen oberhalb der Tragfläche

Am 21. Oktober 2014 wurde bekannt, dass Airbus beabsichtigt, eine Version der A321neo mit erhöhter Reichweite und auf 97 Tonnen erhöhtem Abfluggewicht anzubieten. Das in Medien zunächst als A321neoLR (LR – Long Range) oder (XLR – Xtra Long Range) bezeichnete Muster wird seit dem 15. Januar 2015 als A321LR/XLR geführt. Airbus möchte es Fluggesellschaften damit unter anderem ermöglichen, die seit 2004 nicht mehr produzierte Boeing 757-200 zu ersetzen, die beispielsweise im amerikanischen und transatlantischen Mittel- und Langstreckenverkehr eine große Rolle spielt. Dabei soll die A321LR etwa 25 % günstiger zu betreiben sein, die Reichweite der Boeing 757 aber noch übertreffen. Dafür werden drei zusätzliche Tanks im Frachtraum verbaut. So können 206 Passagiere in einem für dieses Marktsegment typischen Zwei-Klassen-Layout (220 Passagiere im Ein-Klassen-Layout) bis zu 7400 Kilometer weit transportiert werden, was auch Transatlantikflüge ermöglicht. Außerdem ist die Kabinenbreite 16 Zentimeter größer als bei der Boeing 757. Die erste Bestellung gab es durch die Air Lease Corporation am 13. Januar 2015.
Der Erstflug des A321LR erfolgte am 31. Januar 2018, die Musterzulassung einschließlich ETOPS-180-Zertifizierung durch EASA und FAA wurde am 2. Oktober erteilt. Als Erstkunde war zunächst Primera Air vorgesehen, die jedoch kurz vor der Auslieferung am 1. Oktober 2018 Insolvenz anmelden musste. So erhielt dann am 14. Dezember 2018 Arkia Israeli Airlines die erste Auslieferung einer A321LR. Azores Airlines erzielte am 10. September 2021 die bislang längste Flugstrecke eines A321 mit 7874 km in 9:49 Stunden nonstop von Oakland in Kalifornien bis zur Azoreninsel Terceira.

#### A321XLR

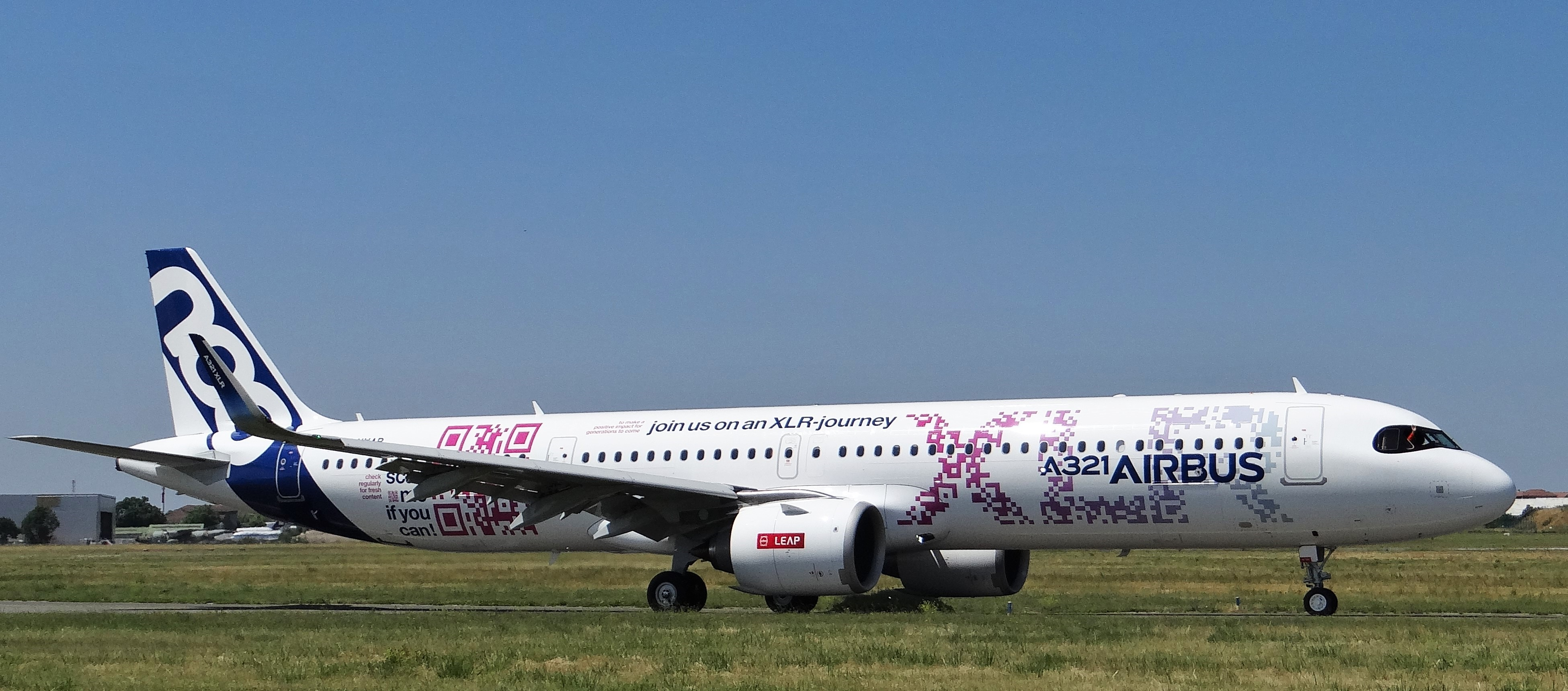
Airbus A321XLR

Auf der Farnborough Airshow hatte Airbus 2018 angekündigt, neben der A321LR-Variante eine weitere Reichweitenerhöhung beim Airbus A321 vorzunehmen. Zur Pariser Luftfahrtschau 2019 gab Airbus bekannt, dass das Flugzeug namens A321XLR (Extra Long Range) 2023 auf den Markt kommen solle. Die Version erhält einen fest integrierten 13.000-Liter-Zusatztank im Rumpfbereich hinter den Tragflächen, zudem kann ein zusätzlicher optionaler Tank im Rumpfbereich vor den Tragflächen installiert werden. Dadurch soll die Reichweite auf etwa 8700 Kilometer ansteigen und das Flugzeug elf Stunden am Stück fliegen. Da die Flüge länger dauern und daher die Passagiere öfter die Toilette benutzen, wurden die Wasser- und Abwassertanks von 200 auf 400 Liter Fassungsvermögen vergrößert. Weil das maximale Startgewicht bei bis zu 101 Tonnen liegt, wurden sowohl das Fahrwerk bei der A321XLR als auch die Flugzeugstruktur verstärkt und die Bremsen anders ausgelegt. Weiterhin erhält die XLR-Variante ein modernisiertes Klappensystem mit Einfachspaltklappen an der Innenseite der Tragflächen, ähnlich der A320 (statt Doppelspaltklappen wie bei den anderen Varianten der A321). Ähnlich wie bei der A350 sind die Klappenstellungen an Positionen 1 und 2 nicht mehr fix an die Stellungen des Wahlhebels gebunden, sondern können vom FMS ohne zusätzliches Einwirken der Piloten auf Zwischenpositionen gesetzt werden, um abhängig von Gewicht und weiteren Faktoren eine optimale Leistung zu erzielen. Die Seitenrudersteuerung, die bei den bisherigen A320-Varianten noch mechanisch mit Seilzügen realisiert wurde, wird durch eine gewichtssparende, rein elektrische Steuerung ersetzt. Am 15. Juni 2022 startete der Airbus A321XLR vom Werksflughafen Hamburg-Finkenwerder zu seinem Jungfernflug. Damit begann eine einjährige Flugerprobung. Bereits vor dem Jungfernflug hatten mindestens 13 Fluggesellschaften Kaufverträge über mehr als 500 Exemplare des Typs mit Airbus abgeschlossen.
Die Zulassung der A321XLR mit CFM LEAP-1A mit 35.000 Pfund Schubkraft, die schon im A320neo eingesetzt werden, erfolgte am 10. Juli 2024 durch die europäische Flugsicherheitsbehörde EASA. Iberia will die ersten Flugzeuge im November 2024 im Liniendienst nach Boston in Betrieb nehmen, der Übernahmeflug erfolgte bereits am 30. Oktober 2024. Der erste Flug mit Passagieren fand am 6. November 2024 statt und führte von Madrid nach Paris. Der erste Langstreckenflug mit Passagieren fand am 14. November 2024 auf der Strecke von Madrid nach Boston statt. Die Zulassung der Version mit Pratt & Whitney GTF-Getriebefans sollte bis Ende 2024 erfolgen. Die A321XLR wird in wesentlichen Teilen im Werk Hamburg-Finkenwerder gebaut und auch die Endmontage sowie das Programm-Management der gesamten A320-Familie liegen in Hamburg.
Auf dem A321XLR basiert der im November 2024 präsentierte Airbus A321MPA, der Entwurf eines Seefernaufklärers.

### A320/A321 P2F
Ein Airbus-Programm zum Umbau gebrauchter A320- und A321-Passagierflugzeuge zu Frachtmaschinen nennt sich Passenger to Freighter Conversion, kurz P2F.
Der erste Anlauf erfolgte im Jahr 2006. Zuständig sollte ursprünglich das EADS-Tochterunternehmen Airbus Freighter Conversion GmbH (AFC) in Dresden sein. Beteiligt an der Gemeinschaftsunternehmung waren die Firmen Elbe Flugzeugwerke (EFW) (32 % Anteil), Airbus (18 %) sowie die russischen Unternehmen UAC (25 %) und Irkut (25 %). EFW und Irkut sollten dabei für die detaillierte Planung sowie Ingenieursleistungen zuständig sein, während Airbus für nicht projektspezifische Aufgaben, die Entwurfsabnahme und die Zertifizierung der P2F-Flugzeugmusters verantwortlich zeichnen sollte. Nach veränderten Marktbedingungen und einer erhöhten Nachfrage für Passagiermaschinen entschieden die Partner, das Programm im Juni 2011 in dieser Form einzustellen und AFC aufzulösen.

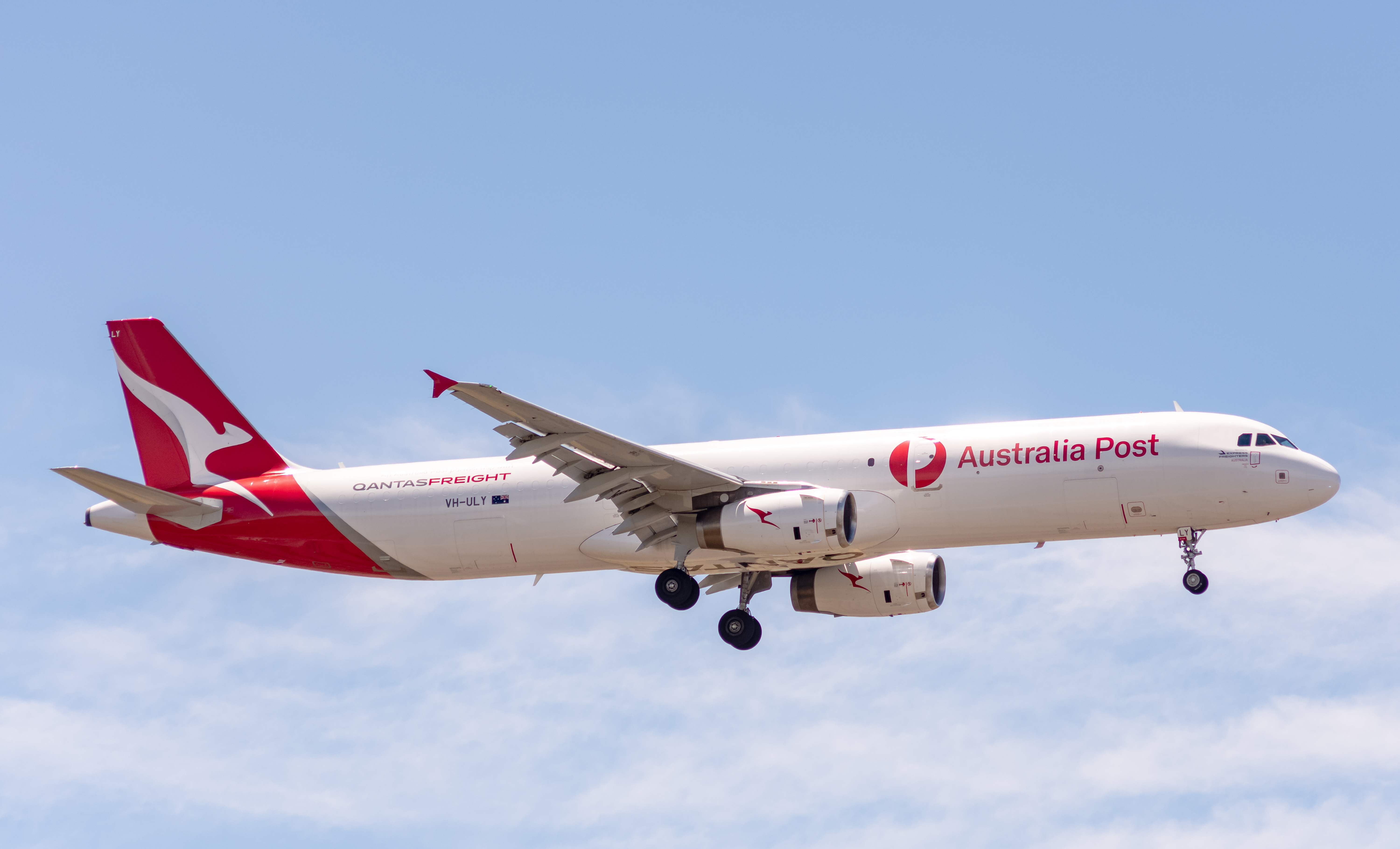
Airbus A321-231(P2F) der Qantas

Im Jahr 2015 haben EFW, Airbus und Singapore Technologies (ST) Aerospace ein neues Programm zum Umbau von A320 und A321 zu Frachtern gestartet. Ein Vertrag über die Umrüstung der ersten zehn A321 wurde am 7. Februar 2018 mit dem luxemburgischen Leasingunternehmen Vallair abgeschlossen. Am 22. Januar 2020 fand der Erstflug des ersten umgebauten A321 vom Flughafen Singapur-Seletar statt.
Am 8. Februar 2018 hat die chinesische Guangdong Aerocity Holding Co., Ltd. (GDA) eine Absichtserklärung zur Umrüstung von zehn A320 zu Frachtern abgegeben.
Im Oktober 2020 wurde der erste von EFW umgebaute Airbus A321P2F bei der australischen Qantas in Dienst gestellt, der dort für Australia Post betrieben wird. ST Engineering lieferte im Januar 2021 ihre erste von drei bestellten A321P2F an die britische Titan Airways aus.

## Verkaufszahlen und Nutzung
Mit Stand vom 31. Dezember 2024 wurden 19.075 Flugzeuge aus der Airbus-A320-Familie bestellt, wovon 11.865 Exemplare ausgeliefert wurden. Von ihnen stehen noch 10.947 im Dienst. Mit 8839 Bestellungen ist der Airbus A320 die beliebteste Variante, gefolgt vom Airbus A321 mit 8613 Käufen. Der Airbus A319 wurde 1543-mal verkauft, der Airbus A318 80-mal.

## Zwischenfälle
Bis August 2022 wurden insgesamt 40 Airbus A320 durch Unfälle, kriegerische oder kriminelle Einflüsse zerstört oder derart beschädigt, dass sie als Totalschaden abgeschrieben werden mussten; bei diesen Ereignissen kamen 1128 Menschen ums Leben.
Beim Schwestertyp Airbus A318 kam es bisher zu keinem, beim Typ A319 zu sechs Totalverlusten ohne Personenschäden.
In der Baureihe A321 ereigneten sich 9 Totalverluste mit insgesamt 377 Todesopfern.

## Technische Daten

### A320-Familie
| Kenngröße                               | A318-100                                                                                | A319-100                                                                                | A320-100 / -200                                                                         | A321-100 / -200                                                                         |
| --------------------------------------- | --------------------------------------------------------------------------------------- | --------------------------------------------------------------------------------------- | --------------------------------------------------------------------------------------- | --------------------------------------------------------------------------------------- |
| Länge                                   | 31,45 m                                                                                 | 33,84 m                                                                                 | 37,57 m                                                                                 | 44,51 m                                                                                 |
| Spannweite                              | 34,10 m                                                                                 | 34,10 m 35,80 m mit Winglets                                                            | 34,10 m 35,80 m mit Winglets                                                            | 34,10 m 35,80 m mit Winglets                                                            |
| Rumpfdurchmesser                        | 3,96 m                                                                                  | 3,96 m                                                                                  | 3,96 m                                                                                  | 3,96 m                                                                                  |
| Kabinenbreite                           | 3,68 m                                                                                  | 3,68 m                                                                                  | 3,68 m                                                                                  | 3,68 m                                                                                  |
| Höhe                                    | 12,56 m                                                                                 | 11,76 m                                                                                 | 11,76 m                                                                                 | 11,76 m                                                                                 |
| maximales Startgewicht                  | 68.000 kg                                                                               | 75.500 kg                                                                               | 78.000 kg                                                                               | 93.500 kg                                                                               |
| Startstrecke bei MTOW                   | 1355 m                                                                                  | 1950 m                                                                                  | 2090 m                                                                                  | 2180 m                                                                                  |
| Reisegeschwindigkeit                    | Mach 0,78 (828 km/h in 11.000 m/36.000 ft)                                              | Mach 0,78 (828 km/h in 11.000 m/36.000 ft)                                              | Mach 0,78 (828 km/h in 11.000 m/36.000 ft)                                              | Mach 0,78 (828 km/h in 11.000 m/36.000 ft)                                              |
| Höchstgeschwindigkeit                   | Mach 0,82 (871 km/h in 11.000 m/36.000 ft)                                              | Mach 0,82 (871 km/h in 11.000 m/36.000 ft)                                              | Mach 0,82 (871 km/h in 11.000 m/36.000 ft)                                              | Mach 0,82 (871 km/h in 11.000 m/36.000 ft)                                              |
| Passagiere                              | 107 bis 132                                                                             | 124 bis 156                                                                             | 150 bis 180                                                                             | 185 bis 236                                                                             |
| Reichweite                              | 2700 bis 6000 km                                                                        | 3350 bis 6850 km                                                                        | 4800 bis 6150 km                                                                        | 4400 bis 5950 km                                                                        |
| Treibstoffkapazität                     | 24.210 l                                                                                | 30.190 l                                                                                | 24.210 l bis 30.190 l                                                                   | -100: 23.700 l; -200: 29.680 l                                                          |
| Passagiertüren                          | 4                                                                                       | 4                                                                                       | 4                                                                                       | 4                                                                                       |
| Notausgänge                             | 2                                                                                       | normal 2, optional 4                                                                    | 4; über den Tragflächen                                                                 | 4; jeweils 2 vor und 2 hinter den Tragflächen                                           |
| Dienstgipfelhöhe                        | 11.890 m (39.100 ft) / 12.130 m (39.800 ft) / 12.500 m (41.000 ft) je nach Modifikation | 11.890 m (39.100 ft) / 12.130 m (39.800 ft) / 12.500 m (41.000 ft) je nach Modifikation | 11.890 m (39.100 ft) / 12.130 m (39.800 ft) / 12.500 m (41.000 ft) je nach Modifikation | 11.890 m (39.100 ft) / 12.130 m (39.800 ft) / 12.500 m (41.000 ft) je nach Modifikation |
| Kraftstoffverbrauch (auf Reiseflughöhe) | 2400 l/h                                                                                | 2600 l/h                                                                                | 2700 l/h                                                                                | 2900 l/h                                                                                |
| Antrieb                                 | 2 CFMI CFM56-5B mit je 105,9 kN oder 2 Pratt & Whitney PW6122A mit je 98,3 kN           | 2 CFM56-5B mit je 104,5 kN oder 2 IAE V2527-A5 mit je 104,5 kN                          | 2 CFMI CFM56-5A mit je 118 kN oder 2 IAE V2527-A5 mit je 118 kN                         | 2 CFMI CFM-56-5B mit je 142,3 kN oder 2 IAE V-2533-A5 mit je 146,8 kN                   |
| Erstflug                                | 15. Januar 2002                                                                         | 25. August 1995                                                                         | 22. Februar 1987                                                                        | -100: März 1993 -200: 1996                                                              |
| Indienststellung                        | Juli 2003 (Frontier Airlines)                                                           | April 1996 (Swissair)                                                                   | März 1988 (Air France)                                                                  | Januar 1994 (Lufthansa)                                                                 |
| Listenpreis                             | 77,4 Millionen € (2018)                                                                 | 92,3 Millionen € (2018)                                                                 | 101,0 Millionen € (2018)                                                                | 118,3 Millionen € (2018)                                                                |

Weitere technische Details (A320-200)
| Kenngröße                                                                                  | Tragfläche             | Höhenleitwerk | Seitenleitwerk |
| ------------------------------------------------------------------------------------------ | ---------------------- | ------------- | -------------- |
| Spannweite b; bh; bv *                                                                     | 34,10 m                | 12,45 m       | 5,87 m         |
| Flügelfläche S; Sh; Sv                                                                     | 122,6 m²               | 31 m²         | 21,51 m²       |
| Flügeltiefe la; lh; lv *                                                                   | 4,19 m                 | 2,70 m        | 3,95 m         |
| Streckung                                                                                  | 9,396                  | 5,0           | 1,602          |
| Zuspitzung                                                                                 | 0,246                  | 0,33          | –              |
| Pfeilung (t/4-Linie)                                                                       | 25°                    | 28°           | 35°            |
| V-Stellung                                                                                 | 5,1°                   | 6°            | –              |
| Profildicke (%) an der Wurzel / am Knick / an der Spitze durchschnittliche Profildicke *** | 15,2 % / 10,8 % / –    | 10 %          | 11 %           |
| Flächenbelastung                                                                           | 600 kg/m² (589 daN/m²) | –             | –              |

### A320neo-Familie
| Kenngröße              | A319neo                                                                                 | A320neo                                                                                 | A321neo / A321LR                                                                                          | A321XLR                                                                                 |
| ---------------------- | --------------------------------------------------------------------------------------- | --------------------------------------------------------------------------------------- | --- | --------------------------------------------------------------------------------------- |
| Länge                  | 33,84 m                                                                                 | 37,57 m                                                                                 | 44,51 m                                                                                                   | 44,51 m                                                                                 |
| Spannweite             | 35,80 m                                                                                 | 35,80 m                                                                                 | 35,80 m                                                                                                   | 35,80 m                                                                                 |
| Rumpfdurchmesser       | 3,95 m                                                                                  | 3,95 m                                                                                  | 3,95 m | 3,95 m                                                                                  |
| Kabinenbreite          | 3,70 m                                                                                  | 3,70 m                                                                                  | 3,70 m | 3,70 m                                                                                  |
| Höhe                   | 11,76 m                                                                                 | 11,76 m                                                                                 | 11,76 m                                                                                                   | 11,76 m                                                                                 |
| maximales Startgewicht | 75.500 kg                                                                               | 79.000 kg                                                                               | 93.500 kg LR: 97.000 kg                                                                                   | 101.000 kg                                                                              |
| Reisegeschwindigkeit   | Mach 0,78 (828 km/h in 11.000 m/36.000 ft)                                              | Mach 0,78 (828 km/h in 11.000 m/36.000 ft)                                              | Mach 0,78 (828 km/h in 11.000 m/36.000 ft)                                                                | Mach 0,78 (828 km/h in 11.000 m/36.000 ft)                                              |
| Höchstgeschwindigkeit  | Mach 0,82 (871 km/h in 11.000 m/36.000 ft)                                              | Mach 0,82 (871 km/h in 11.000 m/36.000 ft)                                              | Mach 0,82 (871 km/h in 11.000 m/36.000 ft)                                                                | Mach 0,82 (871 km/h in 11.000 m/36.000 ft)                                              |
| Passagiere             | 140 bis 160 ACJ319neo: 8                                                                | 165 bis 189 ACJ320neo: 25                                                               | 206 bis 244                                                                                               | 206 bis 244                                                                             |
| Reichweite             | 6.850 km ACJ319neo: 12.501 km                                                           | 6.300 km ACJ320neo: 11.112 km                                                           | 6.850 km LR: 7.400 km                                                                                     | 8.700 km                                                                                |
| Treibstoffkapazität    | 26.730 l                                                                                | 26.730 l                                                                                | 29.580 l LR: 32.940 l                                                                                     | 36.428 l mit optionalem Zusatztank: 39.549 l                                            |
| Passagiertüren         | 4                                                                                       | 4                                                                                       | 4 | 4                                                                                       |
| Notausgänge            | normal 2, optional 4                                                                    | 4; über den Tragflächen                                                                 | 4; jeweils 2 vor und 2 hinter den Tragflächen mit ACF-Option / LR: 6; 2 hinter und 4 über den Tragflächen | 6; 2 hinter und 4 über den Tragflächen                                                  |
| Dienstgipfelhöhe       | 11.890 m (39.100 ft) / 12.130 m (39.800 ft) / 12.500 m (41.000 ft) je nach Modifikation | 11.890 m (39.100 ft) / 12.130 m (39.800 ft) / 12.500 m (41.000 ft) je nach Modifikation | 11.890 m (39.100 ft) / 12.130 m (39.800 ft) / 12.500 m (41.000 ft) je nach Modifikation                   | 11.890 m (39.100 ft) / 12.130 m (39.800 ft) / 12.500 m (41.000 ft) je nach Modifikation |
| Triebwerke (2×)        | CFM International LEAP-1A oder Pratt & Whitney PW1100G                                  | CFM International LEAP-1A oder Pratt & Whitney PW1100G                                  | CFM International LEAP-1A oder Pratt & Whitney PW1100G                                                    | CFM International LEAP-1A oder Pratt & Whitney PW1100G                                  |
| Triebwerksdurchmesser  | LEAP-1A: 1,98 m / PW1100G 2,06 m                                                        | LEAP-1A: 1,98 m / PW1100G 2,06 m                                                        | LEAP-1A: 1,98 m / PW1100G 2,06 m                                                                          |                                                                                         |
| Erstflug               | 30. März 2017                                                                           | 25. September 2014                                                                      | 9. Februar 2016 LR: 31. Januar 2018                                                                       | 15. Juni 2022                                                                           |
| Indienststellung       | August 2019 (K5 Aviation)                                                               | Januar 2016 (Lufthansa)                                                                 | April 2017 (Virgin America) LR: Dezember 2018 (Arkia)                                                     | 6. November 2024 (Iberia)                                                               |
| Listenpreis            | 101,5 Millionen € (2018)                                                                | 110,6 Millionen € (2018)                                                                | 129,5 Millionen € (2018)                                                                                  | keine Angabe 1                                                                          |

## Nachfolgetyp
Unter dem Projektnamen Airbus A30X werden Studien zu einem Nachfolgetyp entwickelt. Mit der Markteinführung ist jedoch nicht vor 2030 zu rechnen, da Airbus zunächst mit dem A320neo eine Auffrischung der aktuellen Varianten betreibt.

## Vergleichbare Flugzeugtypen
Die nachfolgenden Flugzeugtypen sind vergleichbare Produkte anderer Hersteller:
- Boeing 737
- Boeing 757
- Comac C919
- Embraer E-Jet-Familie
- Irkut MC-21
- Suchoi Superjet 100
- Tupolew Tu-204